# アーサー・バルフォア
初代バルフォア伯爵アーサー・ジェイムズ・バルフォア（英: Arthur James Balfour, 1st Earl of Balfour [ˈbælfɔː, -fə, -fʊə], KG, OM, PC, DL、1848年7月25日 - 1930年3月19日）は、イギリスの政治家、哲学者、貴族。
ソールズベリー侯爵引退後の保守党を指導し、1902年から1905年まで首相を務めた。政権交代後も自由党の長期政権下で6年ほど野党保守党の党首を務めたが、1911年には党首の座をアンドルー・ボナー・ローに譲る。
第一次世界大戦中に成立した自由党・保守党大連立の挙国一致内閣では海軍大臣や外務大臣などを歴任し、バルフォア報告書やバルフォア宣言に名を残す。

## 概要
1848年に大富豪・大地主の息子としてスコットランド・ホィッティンガムに生まれる。ケンブリッジ大学で哲学を学んだ後、1874年に保守党の庶民院議員に初当選。1878年、叔父である外務大臣第3代ソールズベリー侯爵の議会担当秘書官を務めた。
1880年の保守党の下野後、党内の反執行部グループらと派閥「第四党」を形成。1885年に第一次ソールズベリー内閣に自治大臣として入閣。1886年の第二次ソールズベリー内閣ではスコットランド担当大臣、ついでアイルランド担当大臣に就任する。アイルランド強圧法を制定して激しいアイルランド民族運動の弾圧を行い、「血塗られたバルフォア」の異名を取った。一方で融和政策もとり、アイルランド小作人の土地購入を促す「バルフォア法」を制定した。1891年には第一大蔵卿および庶民院院内総務に就任。1895年、第三次ソールズベリー侯爵内閣にも第一大蔵卿・庶民院院内総務として入閣。中国分割をめぐる諸交渉や中等教育の普及を目的とする「バルフォア教育法」の制定を主導した。
1902年7月にソールズベリー卿に代わって首相・保守党党首となる。1903年にウィンダム法を制定してアイルランド小作人の土地購入を促進し、1905年に帝国防衛委員会を創設して国防強化に尽力。外交面では極東で膨張するロシア帝国を牽制するためにフランスに接近し、アフリカやアジアにおける利権・領有権問題の諸交渉に折り合いをつけた。また日本との関係も強化し、日露戦争中に日英同盟を更新・強化した。一方、関税問題への対応や南アフリカの中国人奴隷問題での対応で支持を減らした。1905年12月に総辞職し、自由党に政権を移譲。
その後もバルフォアは保守党党首職に在職し続け、1906年1月の解散総選挙での惨敗後、貴族院を中心に反政府闘争を主導した。1909年11月には蔵相ロイド・ジョージの「人民予算」を貴族院で葬り去った。しかし、これがきっかけで貴族院の権限縮小を盛り込む議会法案が提出され、自由党政権から新貴族任命の脅迫を受け、1911年8月に議会法の可決成立を認めたことで党内の求心力を失い、同年11月には党首を辞した。
第一次世界大戦中の1915年のアスキス挙国一致内閣では海軍大臣として入閣し、続く1916年のロイド・ジョージ挙国一致内閣では外務大臣となった。1919年には枢密院議長に転じるも1922年の大連立解消を機に退任。1922年には初代バルフォア伯爵に叙爵し、貴族に列する。スタンリー・ボールドウィン保守党政権下の1925年にも枢密院議長に再任するが、1929年には政界引退し、その翌年の1930年に死去。
アマチュアの哲学者としても活躍し、宗教に関する哲学書を多数著している。

## 生涯

### 出生から政界入りまで

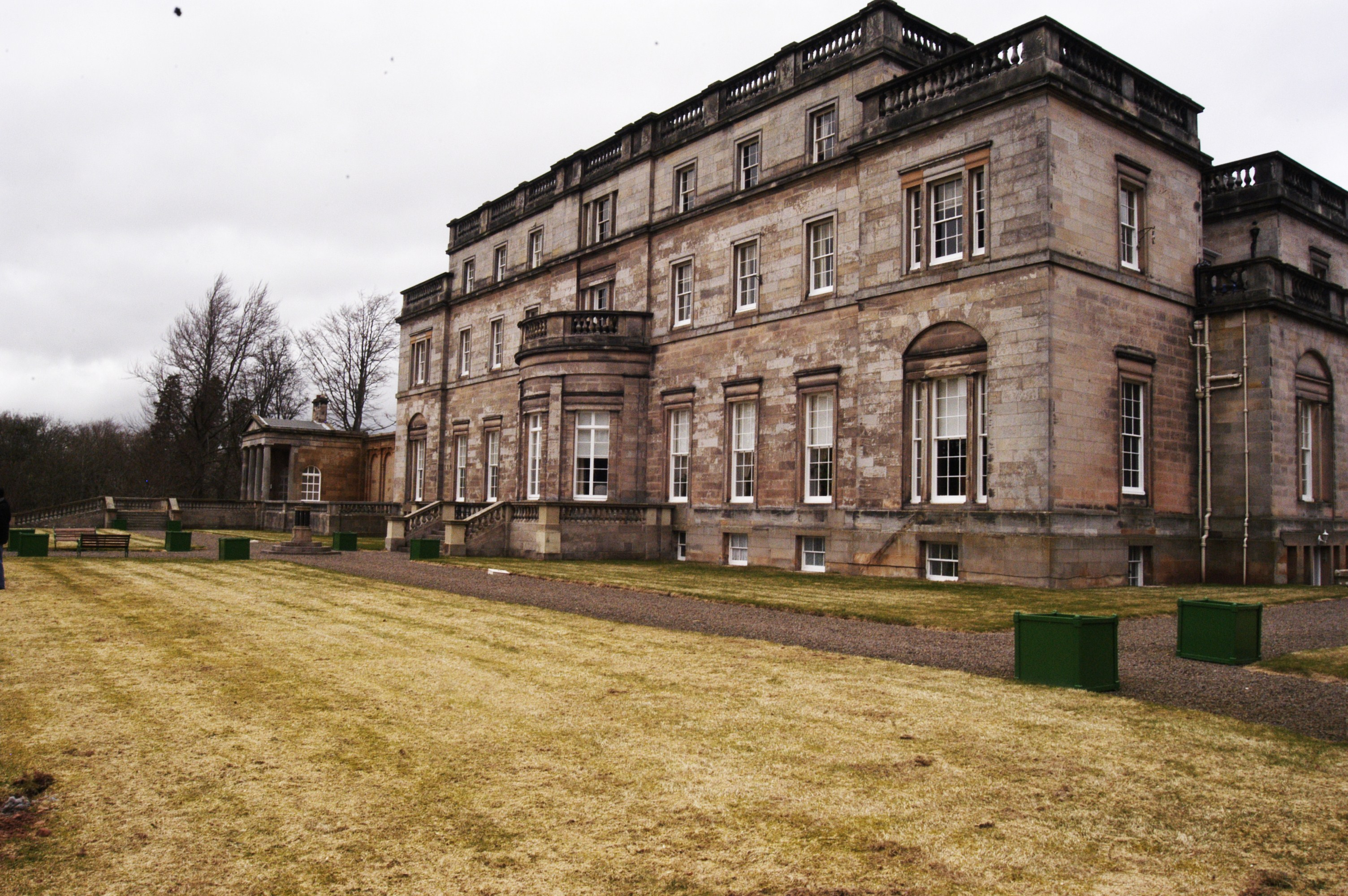
バルフォアが生まれ育ったホィッティンガムの屋敷。

1848年7月25日、スコットランドのイースト・ロージアン州ホィッティンガムに生まれた。
父ジェイムズ・メイトランド・バルフォアは大富豪・大地主であり、また庶民院議員も務めた人物だった。バルフォア家はスコットランドの旧家であり、18世紀末に祖父ジェイムズがイギリス東インド会社の貿易で莫大な富を築いた。スコットランドに広大な土地を購入し、ホィッティンガムをその本拠とするようになった家柄である。
母ブランチェ・メアリー・ハリエット嬢（Lady Blanche Mary Harriet）は第2代ソールズベリー侯爵ジェイムズ・ガスコイン＝セシルの娘だった。ソールズベリー侯爵家は代々ハットフィールドを領してきた名門貴族である。
長弟にセシル・チャールズ（Cecil Charles）、次弟に生物学者となるフランシス・メイトランド、三弟に政治家またバルフォア伯位の継承者となるジェラルド、四弟に国王副官となるユースタス・ジェームズ・アンソニー（Eustace James Anthony）がいる。また姉が三人おり、長姉エヴェリン・ジョージアナ・メアリー（Evelyn Georgiana Mary）は物理学者第3代レイリー男爵に、次姉エレノア・ミルドレッドはヘンリー・シジウィックにそれぞれ嫁いでいる。
ワーテルローの戦いの英雄ウェリントン公爵アーサー・ウェルズリーが代父となり、彼の名前をとってアーサーと名付けられた。
7歳の頃に父が死去。1861年から1866年までイートン・カレッジで学び、次いで1866年から1869年にかけてケンブリッジ大学のトリニティ・カレッジで哲学を学んだ。哲学研究にのめりこみ、家の財産は弟に譲って自らはケンブリッジ大学に残り、哲学研究を続けようかと考えた時期もあったという。
しかし叔父にあたる保守党貴族院議員の第3代ソールズベリー侯爵の勧めや、母ブランチェから高貴な家に生まれた者は政治的・社会的責任を負わねばならないというノブレス・オブリージュ的な考えの説教をされたことで、最終的には政界の道を選んだ。

### 政界入り
1874年1月の総選挙でハートフォード選挙区から保守党候補として出馬して当選した。
この総選挙は全国的にも保守党が勝利し、ベンジャミン・ディズレーリを首相とする保守党政権の発足をもたらした。露土戦争の最中の1878年に叔父ソールズベリー侯爵が外務大臣となり、バルフォアはその議会担当秘書官となった。
1878年6月から7月にかけて露土戦争の講和会議であるベルリン会議にディズレーリや叔父ソールズベリー侯爵とともに出席した。

### 「第四党」

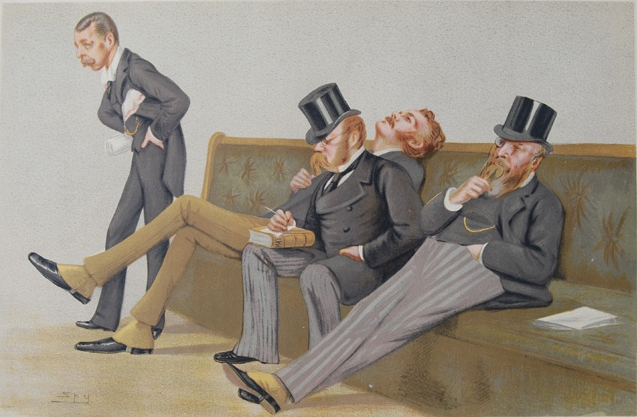
1880年の庶民院議場で固まって座る第四党を描いた『バニティ・フェア』誌の戯画。左からランドルフ・チャーチル卿、バルフォア、ヘンリー・ドラモンド・ウォルフ、ジョン・エルドン・ゴースト。

1880年の総選挙で保守党は敗北し、ウィリアム・グラッドストンを首相とする自由党政権が発足した。保守党は野党となったが、保守党庶民院院内総務を務める元蔵相サー・スタッフォード・ノースコート准男爵は温和な人柄で政権批判に向いているとはいえなかった。しかも彼はかつてグラッドストンの秘書であったため、今でもグラッドストンに敬意を払い続けていた。
これに不満を感じていた保守党若手庶民院議員ランドルフ・チャーチル卿（後の首相ウィンストン・チャーチルの父）は、バルフォアやサー・ヘンリー・ドラモンド・ウォルフ、ジョン・エルドン・ゴーストを糾合して「第四党」と呼ばれるノースコートに造反する独自グループを結成した。
「第四党」のリーダー的存在はランドルフ卿であるが、バルフォアは常にランドルフ卿に従っているわけではなく、たとえばランドルフ卿が保守党貴族院院内総務を務める叔父ソールズベリー侯爵まで批判した場合には、叔父の擁護にまわるのが常だった。またランドルフ卿が「民主化」と称して議会外保守党組織である保守党協会全国同盟が党の政策や財政を監督できるようにしようとした際にも、バルフォアは「議会軽視」としてこれに反対している。

### 第一次ソールズベリー内閣自治大臣
1885年7月にグラッドストン自由党政権が議会で敗北したことにより、第一次ソールズベリー侯爵内閣が成立。バルフォアは自治大臣として入閣した。「第四党」の同志のランドルフ・チャーチル卿もインド担当大臣として入閣している。
しかし同内閣は短期間で終焉したため、バルフォアもこれといった功績を残すことはなかった。

### 第二次ソールズベリー内閣アイルランド担当大臣
1886年7月に第二次ソールズベリー侯爵内閣が成立すると、叔父の引き立てで初めスコットランド担当大臣として入閣したが、1887年3月にヒックス・ビーチがアイルランド担当大臣を辞職したため、バルフォアがその後任となった。
この人事は「身贔屓」として政界に衝撃を与えた。「大丈夫だよ」といった意味の英語の成句 “Bob's your uncle!” はバルフォアが叔父に贔屓されていることの皮肉に由来すると考えられている。バルフォアは一般にインテリの優男と見られており、マスコミからは「プリンス・チャーミング」「ミス・バルフォア」などと渾名されて侮られた。アイルランド人からも「クララ」という女性名で呼ばれ、馬鹿にされたという。

#### アイルランド民族運動の弾圧

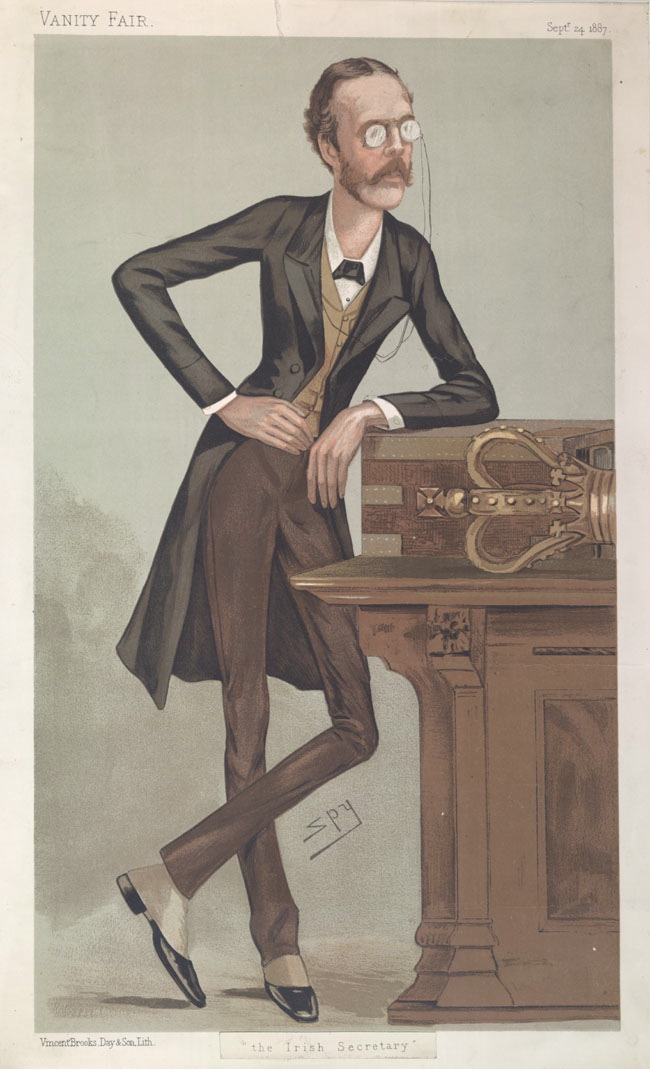
1887年9月24日の『バニティ・フェア』誌のバルフォアの戯画

バルフォアがアイルランド担当相に就任した時、アイルランド問題は深刻化していた。1886年9月にアイルランド国民党党首チャールズ・スチュワート・パーネルが議会に提出したアイルランドの地代を半減させる法案が否決されて以降、アイルランドでは小作人同士が協定を結んで勝手に地代を減額し、地主がそれを承諾して受け取ればよし、受け取らねば、その地主が小作人を強制立ち退きさせた時の抵抗運動に備えて供託するという闘争が行われていたのである。これにより強制立ち退きと暴動の危険が高まっていた。
これに対してバルフォアはアイルランド民族運動の弾圧を可能とする強圧法の制定を急いだ。その法案の第二読会での審議の最中の1887年4月8日に『タイムズ』紙がパーネルが元アイルランド担当大臣フレデリック・キャヴェンディッシュ卿の暗殺を支持していたことを示唆する記事を掲載した。パーネルはその事実関係を否認したが、この記事は大きな反響を呼び、バルフォアの強圧法案の良き追い風となった。強圧法は8月にも可決成立した。
この後、バルフォアは強圧法を駆使してアイルランドで激しい弾圧を行い、アイルランド国民党の議員たちを含むアイルランド民族運動指導者たちを軒並み逮捕していった。アイルランドの刑務所はあっという間に満杯になったという。その弾圧の容赦の無さからバルフォアはアイルランド人から「クララ」改め「血塗られたバルフォア（“Bloody Balfour”）」と呼ばれ恐れられるようになった。
1887年9月9日、アイルランド・コーク県ミッチェルスタウンで警官と農民が衝突し、農民3人が警察官に銃殺される事件が発生した。検死の陪審官は警察官による故意の殺人と断定したが、バルフォアは警官の行動を称賛した。これに対してアイルランド自治を決意していた野党自由党のグラッドストンは「ミッチェルスタウンを記憶せよ（Remember Mitchelstown）」を自由党のスローガンに定めてアイルランド問題を中心に与党保守党と対決する姿勢を強めた。

#### バルフォア法
しかしバルフォアは強圧一辺倒の大臣ではなく、1890年3月と11月にはアイルランド小作人が地主から土地を購入できるよう支援する「土地購入および稠密地方(アイルランド)法案」（通称「バルフォア法」）を提出した。3月提出の法案は否決されたが、11月に再提出されたものが可決された。
この「バルフォア法」は、第一次ソールズベリー侯爵内閣期に制定されたアシュバーン法を拡張させたものであり、土地購入を希望するアイルランド小作農に土地購入費の貸し付けを行う「土地委員会」の貸付限度額をそれまでの500万ポンドから3300万ポンドに大幅増額させ、さらに現に小作人である者だけでなく、かつて小作人だった者も保護対象としており、後の追放小作人法の先駆となる法律であったといえる。
しかし国庫の負担を軽くするために複雑な体系にもなった。まず地主への支払いは現金ではなく、アイルランド銀行が発行する2.75%の利子付きの土地債権に変更されたが、この土地債権は地主に直接渡されたため、土地債権の価格変動が地主の土地売却の意欲に直接的に影響を及ぼすようになった（コンソル公債と交換可能にすることによって土地債権がコンソル公債以下の価格にならないよう配慮はされているが）。また土地購入者は保険金を積み立てることになり、そのために最初の5年間は旧地代の80%を支払わねばならなかった。さらに土地購入者が49年間に渡って支払うことになっている4%の年賦金の一部が「県のパーセンテージ（County percentage）」として地方税会計に流用されることになった（利子2.75%、償却費1%、県のパーセンテージ0.25%）。
このような制度の複雑化のために結果としてはアシュバーン法の時よりも土地購入申請者数が減少した。1896年のバルフォア法改正の際にアイルランド担当大臣を務めていた弟ジェラルド・バルフォアが議会に行った報告によればアシュバーン法下での申請数は6年間で4645件なのに対して、バルフォア法下での申請数は4年間に2600件に留まるという。しかしこの時に弟ジェラルドによってバルフォア法は改正され、「県のパーセンテージ」や保険金制度が廃止されて制度は簡略になり、また年賦金算定の基礎となる前貸金を10年ごとに算出して減少させていく修正案も導入された。この修正のおかげでバルフォア法下での土地購入申請も増えていき、1902年3月までに約3万7000人のアイルランド小作人が土地を購入することができたのであった。

### 第三次ソールズベリー内閣第一大蔵卿・庶民院院内総務

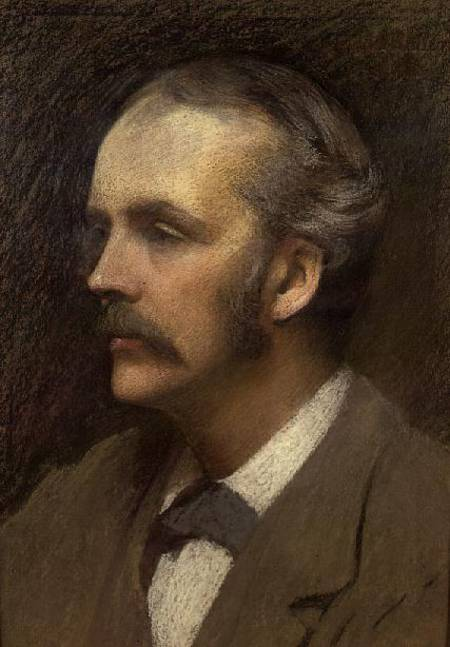
1892年のバルフォアを描いたエリス・ウィリアム・ロバーツの絵画

1891年、死去したウィリアム・ヘンリー・スミスの後任として第一大蔵卿および庶民院院内総務に抜擢された（これは第一大蔵卿が首相と異なる最後の例であった）。バルフォアはアイルランド民族運動を激しく弾圧したことで保守党庶民院議員たちから人気を集めており、その声にソールズベリー侯爵が応えた人事だった。
翌1892年に保守党が下野したが、この後の3年間の野党時代にもバルフォアは保守党庶民院院内総務に在職し続けた。1895年に保守党が自由統一党と連立して政権を奪回し、第三次ソールズベリー侯爵内閣を発足させると再び第一大蔵卿・庶民院院内総務に就任した。首相ソールズベリー侯は自邸暮らしをするようになり、ダウニング街10番地にはバルフォアが入った。
さらに1898年にソールズベリー侯が病となると、甥であるバルフォアがその代理を務めることが増えていった。

#### 中国分割をめぐって
1895年の日清戦争で清が日本に敗れ、日本に対して負った巨額の賠償金を支払うために清政府がロシア帝国とフランスから借款し、その見返りとして露仏両国が清国内に様々な権益を獲得した。これがきっかけとなり、急速にイギリス、ロシア、フランス、ドイツ、日本など列強諸国による中国分割が進み、阿片戦争以来のイギリス一国の中国半植民地（非公式帝国）状態は崩壊した。
とりわけ急速に北中国を勢力圏としていくロシアとの対立が深まった。バルフォアは1898年8月10日の庶民院での演説で中国分割において「勢力圏」という概念は否定されるべきであり、代わりに「利益範囲」という概念を導入すべきと主張した。これは範囲内において範囲設定国は他国企業を排除できる権利を有するが、通商の門戸は常に開放しなければならないというものでイギリス資本主義の利益に沿った主張だった。一方ロシアはあくまで北中国を排他的な自国の独占市場、つまり勢力圏とする腹積もりだったから北中国を門戸開放する意志などなかった。
バルフォアの演説の直後の1898年8月12日にはベルギー企業が清政府から京漢鉄道を借款する契約を結んだが、これに危機感を抱いたバルフォアは外相（首相ソールズベリー侯が兼務していた）代理として清政府と交渉を行い、9月6日にもイギリスに5本の鉄道敷設権を与えることを認めさせた。
一方1898年6月から起こっていた中国東北部の鉄道敷設権をめぐる英露両国の論争ではロシアから妥協を引き出せず、1899年4月に締結された英露両国の協定は、「イギリスは長城以北に鉄道敷設権を求めない。ロシアも揚子江流域に鉄道敷設権を求めない」ことを確認したのみとなり、その範囲内における自国企業独占や通商自由化を保障し合うことはできなかった。
1900年5月から8月にかけて中国半植民地化に反発した義和団が北中国で蜂起した（義和団の乱）。乱自体は列強諸国によってただちに叩き潰されたが、ロシアはこれを理由に満洲を軍事占領した。これに対抗すべくバルフォアは植民地大臣ジョゼフ・チェンバレンや枢密院議長デヴォンシャー公爵ら自由統一党の面々とともにドイツ帝国や日本との連携を強化してロシアを抑え込むべきことを主張した。
結局ドイツはロシアとの対立を回避したのでイギリスは日本と接近することになり、1902年1月30日にも5年期限の日英同盟が締結された。

#### バルフォア教育法

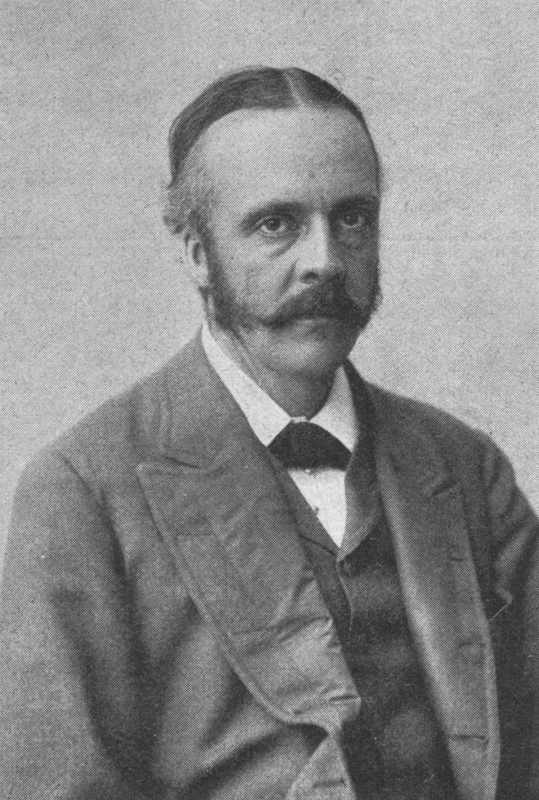
1902年のバルフォア

1902年3月には第一大蔵卿として「バルフォア教育法」と呼ばれる教育法の法案を議会に提出した。これは1870年にグラッドストン自由党政権下で制定された初等教育普及のための初等教育法案を拡張させ、中等教育普及のための州議会がすべき支援を定めた法律であるが、同時に1870年の初等教育法で定められていた非国教徒（自由党支持基盤）が強い影響力を持つ学務委員会（School Attendance Committee）を廃止して、新たな小学校監督機関として地方教育庁を設置させるものでもあった。加えて国教会とカトリックの学校には地方教育庁の管理下に置く代わりに地方税の一部を導入するという条文もあり、非国教徒が強く反発する内容だった。
非国教徒の反対運動は激しく、とりわけウェールズでの闘争が激化した。庶民院ではウェールズ出身の自由党議員ロイド・ジョージが中心となって同法への反対運動が展開された。9カ月にも及ぶ激闘の末、バルフォアが首相に就任した後の1902年12月にバルフォア教育法は可決された。この法律は1944年のバットラー法成立までイギリス中等教育に関する基本法として君臨することになる。
しかしボーア戦争以来、小英国主義者と自由帝国主義者に分裂していた自由党がこの法律への反対を共通項に一つにまとまってしまうという保守党にとっては逆作用も生んだのだった。

### バルフォア内閣
1902年7月11日に首相ソールズベリー侯が首相を辞した。ランドルフ・チャーチル卿はすでに亡く、連立相手の自由統一党の有力者ジョゼフ・チェンバレンとデヴォンシャー公爵も首相になる意思はなく、バルフォアが後任の首相となることに異を唱える者はなかった。
1902年7月12日に国王エドワード7世より大命を拝受し、バルフォア内閣を組閣した。さらにその2日後には外務省内で開かれた保守党両院総会で保守党党首に選出された。デヴォンシャー公爵やチェンバレンら自由統一党幹部も引き続き連立を維持していくことを表明した。

#### 内政

##### ウィンダム法

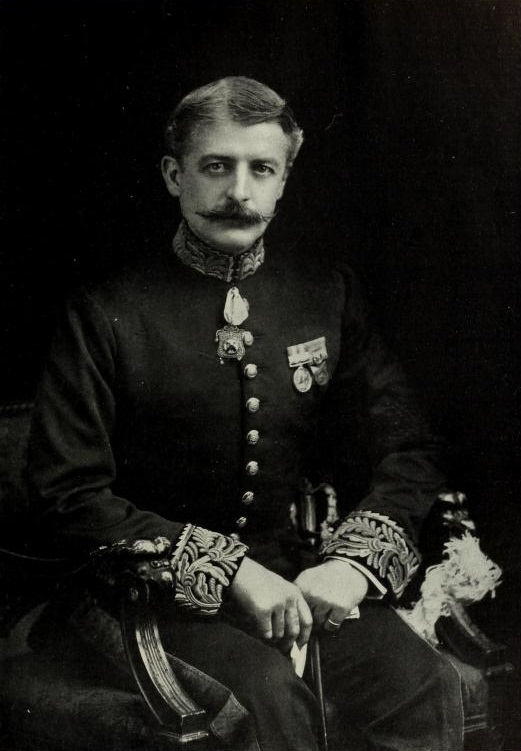
バルフォア内閣アイルランド担当大臣ジョージ・ウィンダム

バルフォア内閣アイルランド担当大臣ジョージ・ウィンダムの主導で1903年には新たなアイルランド土地購入法のウィンダム法が制定された。
この法律は強制的土地購入路線を否定し、あくまで自由契約の範囲内で農地の占有者への所有権移転を推進しようという法律の集大成であった。これまでのアシュバーン法とバルフォア法が基本的に土地購入代の前貸しのみを定めているのに対して、ウィンダム法は地主と小作人の間で土地売却契約が結ばれやすくなるよう誘導する規定が盛り込まれている。
この法律によって自作農創出のための機関「土地財産委員会」が設置されることになり、自作農創設の方式も保有地ごとから所領ごとに変更された。さらに地主への支払いを土地債権から現金に戻し、土地債権の価格変動で地主の売却意思が上下するのを鎮めた。2.75%利子付き土地債権は当時額面割れしていたので、これは地主に有利な規定であったといえる。土地財産委員会は2.75%利子付き土地債権を自ら金融市場に流して資金調達して地主への現金支払いを行う。
さらに法律施行から1908年11月1日までの5年間の特別規定として、地主が土地売却代金を有価証券に再投資した場合は、その地主に12%の「奨励金」を支払うことが規定された。これも地主の売却意欲を高めるための規定であった。小作人一人あたりへの貸付限度は7000ポンドに増額され、小作人は68年6カ月の期間、利子2.75%と償却費0.5%の合わせて3.75%の年賦金を毎年支払うことになるが、この額は当該小作地の小作料の裁定期に応じて減額される。この要件が満たされている場合には土地財産委員は視察を行わないとされており、この視察免除規定も土地売却契約の締結を大いに促した。
この法律はアイルランド自治を防ぐための融和政策の頂点であったが、結局アイルランド自治運動を沈静化させることはできなかった。それについてブレイク男爵は「自由のために戦う民族を経済的な融和政策で抑圧することはできないことの実例である」と評している。

##### 関税改革論争

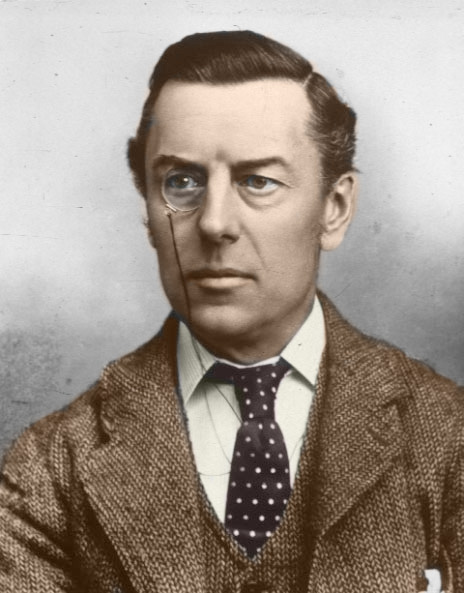
バルフォア内閣植民地大臣ジョゼフ・チェンバレン

第二次ボーア戦争は1902年5月に講和条約が結ばれて正式に終結していたが、予想外の長期戦は予想外の膨大な戦費をもたらし、1900年以降イギリス財政は赤字となっていた。それを補うために各種増税が行われ、その一環で1902年3月に蔵相サー・マイケル・ヒックス・ビーチ准男爵は穀物関税再導入を暫定的かつわずかな額でという条件で実施していた。
1902年7月に首相ソールズベリー侯爵と蔵相ヒックス・ビーチがそろって辞職し、代わってバルフォア内閣が成立したが、11月の閣議において植民地大臣ジョゼフ・チェンバレンはビーチの導入した穀物関税を永続化させつつ、帝国特恵関税制度を導入して大英帝国内の関税は安くする事を主張するようになった。つまり大英帝国の結び付きを強化して自給自足経済圏の建設を目指すとともに、帝国外からの関税収入をもって均衡財政と社会保障費の確保を図ろうという保護貿易主義であり、自由貿易主義や小英国主義とは真っ向から対立する発想だった。そのため自由貿易主義者の蔵相チャールズ・リッチーはチェンバレンの主張に強く反発した。
バルフォアはリッチーよりはチェンバレンに好感を持っていたが、それによって政権が分裂する事態だけは回避したいと考えていた。リッチーは穀物関税を廃止しないつもりなら辞職すると脅迫するようになり、それに対してチェンバレンが譲歩したため、バルフォアは1903年3月末にも穀物関税廃止を閣議決定した。
しかしチェンバレンは持論を諦めておらず、1903年5月15日にも本拠地のバーミンガム市で関税改革（帝国外への関税導入と帝国特恵関税制度の導入）を訴えた。この演説以降、関税問題は政界と世論を二分する大論争となった。貧しい庶民はパンの値段が上がることに反対し、保護貿易には反対だった。金融資本家も資本の流動性が悪くなるとして保護貿易には反対し、綿工業資本家も自由貿易によって利益をあげていたので保護貿易には反対だった。一方、工業資本家（廉価なドイツ工業製品を恐れていた）や地主（伝統的に保護貿易主義）は保護貿易を歓迎し、チェンバレンを支持した。
閣内ではリッチーの他、枢密院議長デヴォンシャー公爵やインド担当相ジョージ・ハミルトン卿などがチェンバレンに反対した。若き新米保守党議員ウィンストン・チャーチルも自由貿易を奉じてチェンバレンに反対している（彼は1904年に自由党へ移籍する）。自由帝国主義派と小英国主義派に分裂していた自由党も自由貿易支持・反チェンバレンの旗のもとに一致団結した。
しかし関税は食品価格の上昇をもたらさない報復関税に使用することも可能であり、バルフォアとしてはそれを支持してチェンバレンの主張に一理を認めていた（チェンバレンも食料関税は当面見送るべきと主張していた）。バルフォアは両者の妥協点を探って何とか鎮静化させようと努力したが、結局閣内で孤立したチェンバレンは1903年9月21日に植民地大臣を辞した。以降チェンバレンはバルフォアの側面支援を受けながら主要工業都市で関税改革の世論を盛り上げる遊説を開始する。
バルフォアはバランスを取るために強硬自由貿易主義者の蔵相リッチーも内閣から追放する意思を固めた。1903年10月9日にも「首相に対する陰謀を図った」としてリッチーら自由貿易主義閣僚を解任した。デヴォンシャー公爵については閣内にとどめようとしたが、結局公爵も自由貿易主義者の圧力を受けて辞職することになった。これによってバルフォア内閣の基盤はだいぶ弱くなった。

##### 中国人奴隷問題

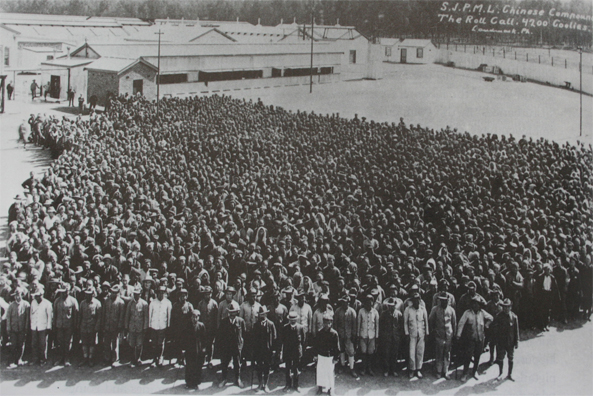
南アフリカで働く中国人鉱山労働者たち

英領南アフリカではボーア戦争後の労働力不足を補うため、1904年2月から1906年11月までの間に6万3000人もの中国人苦力が年季契約で中国本国から南アフリカに鉱山労働者として輸送されてきていた。彼らが低賃金で働くせいで現地人の給料も切り下げられていった。
イギリス本国の労働者層は植民地においてこうした外国人低賃金労働者の輸入を許していれば、いずれイギリス本国でも外国人労働者が輸入されるようになり、自分たちの労働権や給料が脅かされると恐れていた。道徳心と信仰心が強い中産階級の非国教徒も「このように大量の人間を船に詰め込み、鉱山で重労働をさせる行為は、イギリスが禁止している奴隷貿易に該当する」として強く反発した。また送られてくる中国人たちは力仕事向きの男性ばかりだから道中の船の中や到着後の居住先である中国人収容所の中で同性愛をしている可能性が高く、キリスト教の信仰心と照らし合わせても認めるわけにはいかないことだった。
だがこれを奴隷貿易と同視するのは誇張だった可能性が高い。なにせ中国人にとって南アフリカは中国本国で働くより15倍も高い給料をもらえる場所なのだから、強制したり騙したりするまでもなく、中国人はわらわらと南アフリカに集まってくるのであった。バルフォアもオーストラリア総督ノースコート卿に宛てた手紙の中で「我々の大きな悩みは中国人労働者について正しい説明を行うことができなかったことだ。（自由党は）中国人労働者が奴隷などという馬鹿げた理由で反対しているが、本当は白人労働者が黄色人労働者に置き換えられるという誤った推測が反対の理由だろう」と語っている。確かにそうした面もあったものの、それを主張したところで保守党批判ムードが鎮静化することはなかった。
この件で労働者層の保守党離れは進み、1906年の総選挙での保守党の惨敗を招くことになる。

##### 帝国防衛委員会の創設
1905年には、フランスが植民地化を狙っていたモロッコ・タンジールにドイツ皇帝ヴィルヘルム2世が軍艦で訪問するという第一次モロッコ事件が発生し、バルフォアに国防強化を決意させた。
大英帝国全体の帝国防衛体制の確立を求めるチェンバレンの主張を取り入れる形で帝国防衛委員会を設置した。これは自治領と帝国防衛体制を検討するための委員会であった（実際に自治領首相に参加を求めるようになったのはアスキス自由党政権下の1911年になってのことだった）。これと並行して陸海軍の再編成も進めていった。
この頃、バルフォアは「自由党政府になってももはや引き返せないほど軍事支出を確実にしておくまでは、政権を降りない」と述べている。実際、国防強化路線が自由党政権にも引き継がれ、帝国防衛員会は後にアスキス内閣によって「将来起こる戦争に備えて陸海空三軍と国内戦時体制の調整を行い、また自治領とともに帝国全体の防衛計画を立てる機関」に再編されていくことになる。

#### 外交

##### チベット侵攻

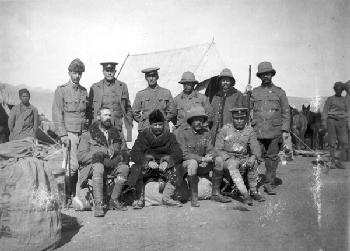
1904年、ラサを占領したフランシス・ヤングハズバンド大佐らイギリス軍将校たち

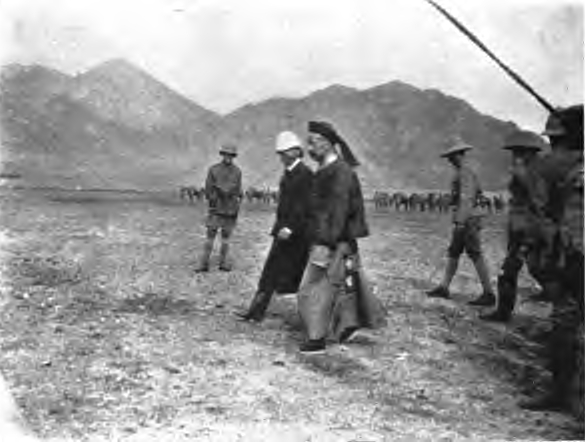
1904年、清のアンバン（駐ラサ総督）と会見するヤングハズバンド大佐

悲惨な戦争となった第二次ボーア戦争以降、イギリス国民の戦争意欲は弱まり、ヴィクトリア朝時代のような露骨な侵略は減った。最後に行われたヴィクトリア朝的侵略が1903年のチベット侵攻だった。
イギリスは19世紀からロシアのインド侵略を警戒してきたが、20世紀に入るとインド北部諸国と外部勢力を国内に入れないという条約を結んでヒマラヤ山脈沿いに緩衝地帯を完成させていた。ところがダライ・ラマ13世を国主に戴くチベットのみがそれに入っておらず、ロシアがチベットに大きな影響力を及ぼしているという噂が流れていた。
中国分割の中で清領トルキスタンにロシアの鉄道が次々と敷かれていく中、インド総督カーゾン卿は、ロシアがチベットを経由してインドに侵攻してくるのを恐れるようになった。そんな中の1903年春、チベットのラマ僧と英領インド北方の国境守備隊将校の間のヤク放牧地をめぐる国境争いがこじれて、チベットはイギリスとの通商条約を破棄した。ここに至ってカーゾン卿は、近衛竜騎兵隊のフランシス・ヤングハズバンド大佐とともにチベット侵攻を計画するようになった。
本国のバルフォア首相はチベットとの交易に重要性を感じておらず、チベット侵攻には消極的だったが、最終的にはこの動きを承認した。
こうして1903年12月より「使節団」と称するヤングハズバンド大佐率いるイギリス軍部隊がチベット侵攻を開始した。1904年1月にはトゥナへ入り、そこでラマ僧と交渉したものの、チベット側は「使節団」の即時撤退を要求した。ヤングハズバンドはこれを無視し、3月末にはギャンツェへ向けて進軍を再開した。抵抗するチベット人を殺害しながら夏までにはギャンツェを占領。そこで本国の指示を待ってから首都ラサへ進軍し、8月にラサに入城した。
バルフォアは「チベットを占領したり、保護領にしてはならない。首都に英国代表を置くことを強要してもいけない。ただし通商条約の締結と賠償金の支払いを求めること、イギリスの了承なしに他の大国と取引しないことを約束させることは差し支えない」という指示を出していたが、ヤングハズバンドはこの命令に従わず、9月7日には清のアンバンも同席させた上でチベット側とラサ条約を締結し、5万ポンド賠償金支払い（75年払い）とそれが完了するまではイギリスがチュンビ谷全域を占領すること、またギュンツェにイギリス代表を置くことを認めさせた。
バルフォアはこの独断の「外交的勝利」を全く歓迎しなかった。この時代にはイギリス以外の欧米列強も次々と植民地支配に乗り出しており、もはやイギリス一国だけで世界を自由にできる時代ではなかった。他の列強の許可も得ておかねば、強引な条約はたちまちイギリスを孤立に追いやってしまうのである。バルフォアの予想通り、この条約が発表されるやすぐにもロシア、ドイツ、フランス、アメリカ、イタリアの5大国がイギリス外務省に正式な抗議を送ってきた。バルフォアはイギリス包囲網を避けるため、ラサ条約に定められた賠償金額を3分の1に激減させ、さらにチュンビ谷からも1908年までに撤退することを決定した。

##### フランスとの接近

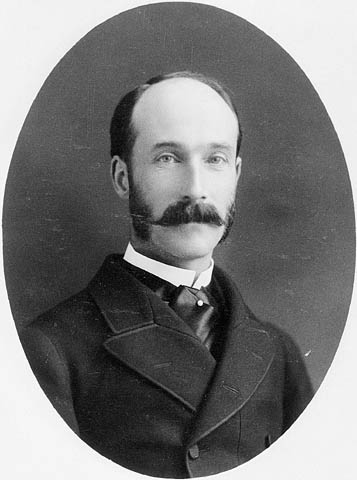
バルフォア内閣外相ランズダウン侯爵

先に結ばれた日英同盟は「日英どちらかが二か国以上と戦争になった場合はもう片方は同盟国のために参戦、一か国との戦争の場合はもう片方は中立を保つ」という約定になっていたため、バルフォアとしては早急にフランスを取りこんでフランスがロシアとともに日本に宣戦布告するのを阻止する必要があった。
フランスを取りこむことについてはそれほど難しくなかった。イギリスは植民地問題で長らくフランスと争ってきたが、1898年のファショダ事件でフランスが譲歩して以来、両国関係は好転していたからである。またドイツ海軍がヴィルヘルム2世の「世界政策」のもと海軍力の大幅増強を行い、世界各地でイギリスの植民地支配を脅かすようになったことも英仏を結び付ける背景となった。外相ランズダウン侯爵は駐英フランス大使ポール・カンボンを通じてテオフィル・デルカッセ仏外相と交渉を進め、エジプト、モロッコ、ナイジェリア、シャム（タイ）、マダガスカル島、ニューヘブリディーズ諸島、ニューファンドランド島などの利権・領有権をめぐる英仏間の懸案事項を互譲的に解決した。それは最終的に1904年4月8日の英仏協商の締結で結実した

##### 日露戦争をめぐって

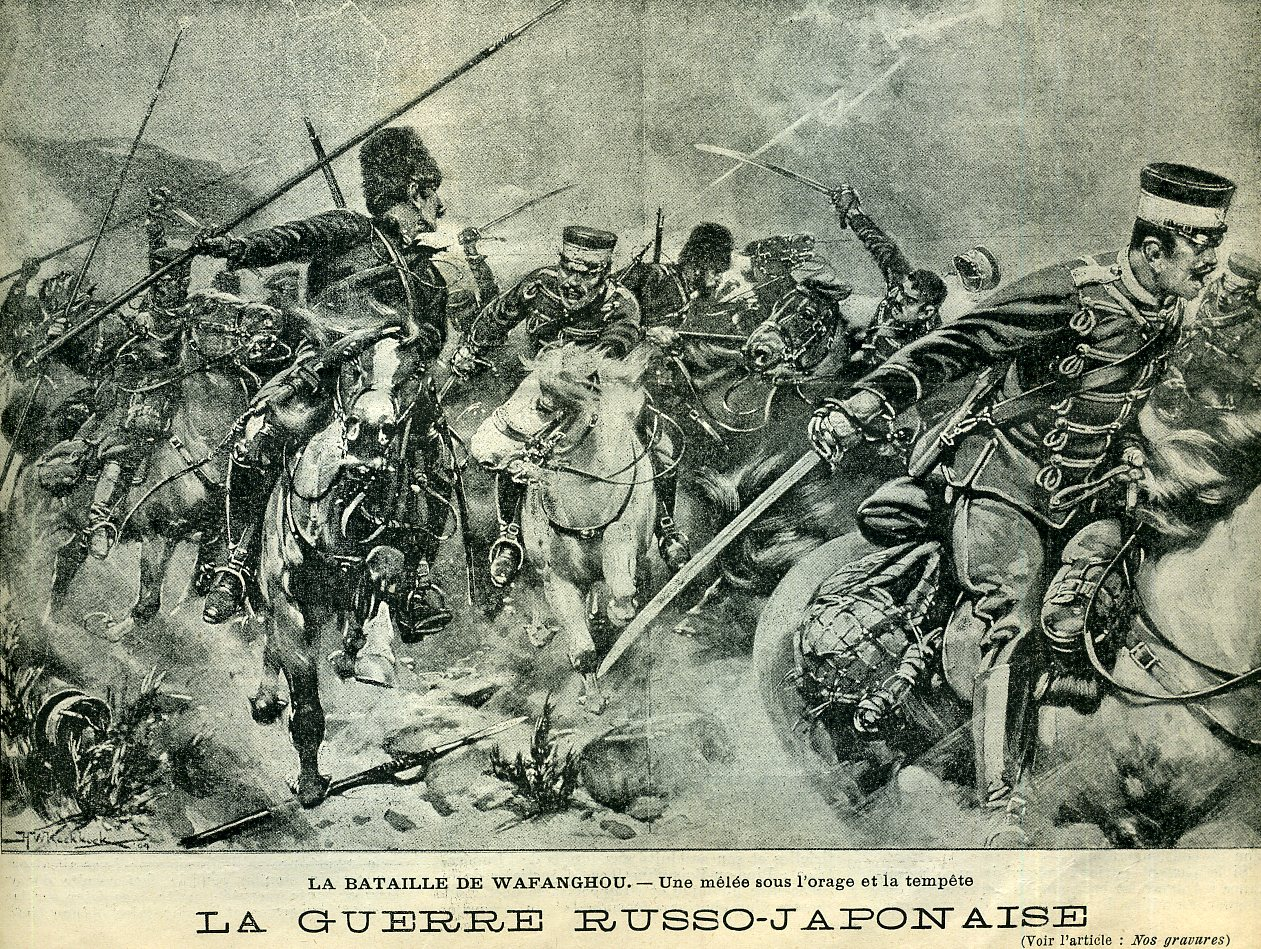
日本軍騎兵とロシア軍騎兵の戦い

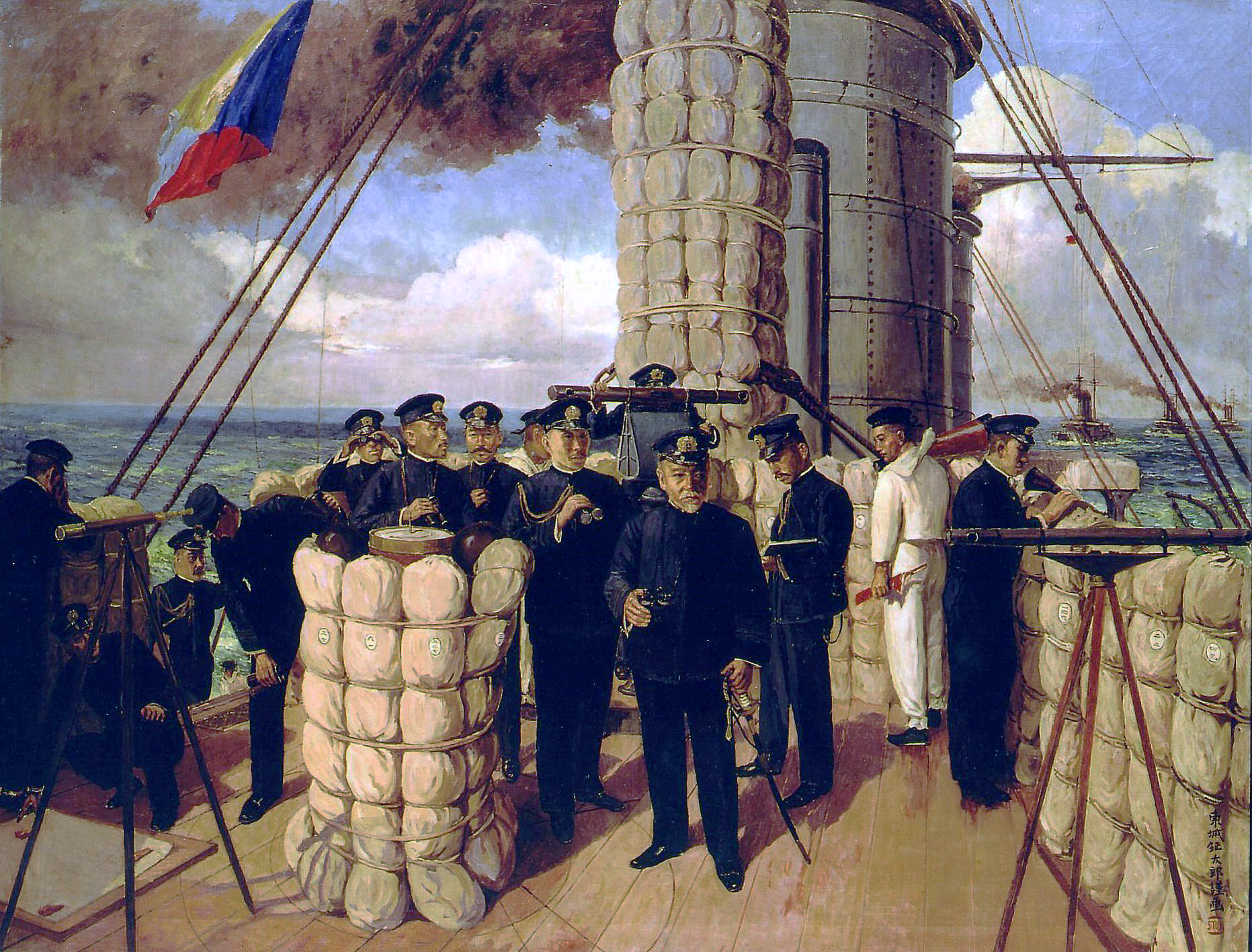
日本海海戦の際の戦艦「三笠」上の東郷平八郎

前任のソールズベリー侯爵と同様、バルフォアは当初日本の海軍力を高く見積もっており、日本との同盟によって日英の中国における海軍力を露仏のそれより上回らせ、もってロシア帝国主義の拡張を抑止し、中国情勢の現状維持を図ろうと考えていた。そのためには日露の和解も開戦も阻止する必要があった
日英同盟締結後も日本国内にはロシアと協商を結ぼうという動きがあった。これを警戒したバルフォアは1903年7月30日に日本政府に向けて声明を出し、「日本単独でロシアと協商関係を結ぶよりも日英両国でアメリカに働きかけ、日英米三国でロシアに圧力を加え、日本の主張をロシアに認めさせる方が得策である」と忠告した。また外相ランズダウン侯爵も駐英日本公使林董に対して「ロシアの満洲撤兵に関する協定が日露間だけで締結されるなら、日英同盟によって具現した日英の協調関係は弱まらざるを得ない。ロシアとの交渉は日英同盟の範囲内で慎重に行ってほしい」と要請した。
しかしロシアは満洲から撤兵する姿勢を全く示さなかったため、結局日露関係は1903年後半から一触即発状態となっていった。バルフォアもここに至って日露開戦は必至と判断するようになった。この頃イギリスの軍事専門家の多くは日本の敗戦を予想しており、その影響でバルフォアも日本への期待感を以前より薄め、1903年12月23日の覚書の中では「日本の海軍力はロシアより劣っている。そのため日本は安全に韓国へ派兵できないし、また派兵できたとしても海上補給線を切断されるであろう」と書いている。
バルフォアは日本がロシア帝国主義の防波堤になりえない（極東の現状維持ができない）なら、日露開戦を阻止する必要はないと考えるようになった。なぜならば、日露戦争が起こればロシアは戦争で国力を消耗させるだろうし、ロシアが勝利したとしても新たに手に入れるのは領土的に無価値な韓国だけであり、また日本も滅亡することはないだろうから、今後ロシアは無価値な領土を日本から守るために大軍隊を常に極東に貼り付かせる必要に迫られ、これがロシアの行動を阻害し、イギリスの行動を有利にすると考えられるからである。
このバルフォアの戦略転換によって日露開戦を妨げる要素はなくなり、1904年2月には日露戦争の勃発に至った。しかしバルフォアの予想に反し、日本軍は善戦し、1905年1月には最大の激戦地の旅順で日本陸軍がロシア軍を降伏に追い込んだ。これにはバルフォアも驚いたという。さらに1905年5月から6月にかけての日本海海戦でも日本海軍がロシア・バルチック艦隊を撃破した。
これを受けてバルフォアも日英同盟延長に前向きとなり、外相ランズダウン侯爵を林公使と折衝に当たらせ、1905年8月12日にも第二次日英同盟を締結した。その結果、同盟期間は10年に延長され、イギリスは日本が韓国を保護国化することを承認し、日本はイギリスがインドで行う植民地政策を承認することとなった。同盟適用範囲は東南アジアとインドにまで広げられた。さらに先の日英同盟が締結国の片方が二カ国以上と戦争になった場合にもう片方の締結国が参戦する内容だったのに対し、今度の日英同盟は一か国との戦争であってももう片方は参戦しなければならないという強固なものとなった。ここに日英両国は名実ともに同盟国となったのである。
戦争終結後の1905年9月29日には日本の君主である明治天皇にイギリス最高勲章ガーター勲章を送るべしとする外相ランズダウン侯爵の提言に首相として了解を出し、この提言は10月8日にも国王エドワード7世の裁可を得て、バルフォア退任後の1906年2月に実現することになる。
また日本を公使館国から大使館国に昇格させたのも日露戦争中のバルフォアだった。当時のヨーロッパでは大国には大使館、小国には公使館を置くのが伝統だった。特に気位が高いイギリスはこの格付けに拘っていた。20世紀初頭の段階でイギリスが大使館を設置していた国はフランス、ロシア、ドイツ、オーストリア、イタリア、トルコ、スペイン、アメリカの8カ国のみであった。日本はこれに続く形でイギリスから大使館とするに値する国と認められたのであった（これ以降各国も次々とイギリスに倣って日本公使館を大使館に昇格させていった）。

#### 内閣総辞職
バルフォアは保守党分裂を阻止するため、関税改革に触れまいとし続けた。だが野党自由党は保守党政権に揺さぶりをかけようと、1905年3月末に関税改革反対決議案を提出してきた。これに対してバルフォアは決議案の内容が不明瞭であることを理由に保守党は棄権するという方針を示した。一方チェンバレンはバルフォアに関税改革を争点にした解散総選挙に打って出るよう要求したが、バルフォアは応じなかった。バルフォアの態度にイライラしたチェンバレンはついに1905年11月からバルフォア批判を開始した。
ここに至ってバルフォアはこれ以上政権に留まれば党分裂は避けがたいと認識するようになった。また自由党内でアイルランド自治問題をめぐってローズベリー伯爵ら自由帝国主義派とキャンベル＝バナマンら小英国主義派の対立が再燃し始めた情勢を見て、今総辞職して自由党に政権を譲れば、世間の注目が関税問題からアイルランド問題に移り、自由党分裂を促すことができると判断した。
そうした意図から1905年12月4日付けでバルフォア内閣は総辞職した。

### 野党党首として

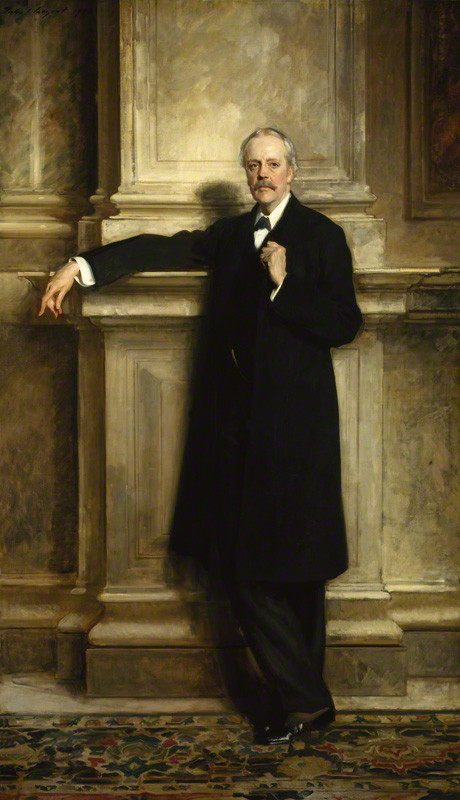
1909年のバルフォアを描いたジョン・シンガー・サージェントの絵画。

#### 1906年総選挙に惨敗
首相退任後もバルフォアは5年にわたって保守党党首職に在任した。バルフォアに代わって組閣の大命を受けた自由党党首キャンベル＝バナマンは、少数与党の状況を脱するべく、1906年1月にも解散総選挙に打って出た。
この選挙の争点は保守党に有利なアイルランド問題ではなく、自由党に有利な関税問題や中国人奴隷問題となった。関税問題では自由党は庶民に受けのいい「無関税の食糧を！」をスローガンに掲げることができたが、保守党は関税問題で分裂したままだった。中国人奴隷問題でも自由党は中国人苦力が鞭で打たれているポスター、あるいは中国人苦力の絵に「トーリー（保守党）の新しい労働者」という文字を付けたポスターをばら撒いて、英国民の間に人道上の義憤とも外国人労働者輸入への不安ともつかぬ憤慨を引き起こし、英国各地で「豚のしっぽ（弁髪）」という言葉が叫ばれた。グレーアム・ウォーラスは「気味の悪い黄色い顔がモンゴル系人種に対する直接的な嫌悪感を呼び覚まし、この嫌悪感が保守党に向けられた」と分析している。
こうして保守党は庶民・労働者層の反発を買って苦しい選挙戦を強いられた。結局自由党が377議席に大躍進する一方、改選前に401議席を持っていた保守党は、157議席に激減した。党首バルフォア自身もこれまでのマンチェスター・イースト選挙区では落選するという屈辱を喫し、シティ・オブ・ロンドン選挙区に転じて再選を果たしている。
この惨敗は保守党の歴史にかつてないものだった（これまでの保守党の最低記録は1832年総選挙の際の185議席）。しかも当選した157人のうち、109人の議員は関税改革論者だったため、保守党は惨敗に懲りずに保護貿易主義に傾いていくことになった。バルフォアもそれまでの折衷主義を弱めて関税改革路線に傾いていった。

#### 貴族院を使って反政府闘争
ジョゼフ・チェンバレンが病に倒れたせいもあって彼の党内における力は強化されていたが、庶民院において自由党が圧倒的多数を占めていたためできることは限られていた。このためバルフォアは保守党貴族院院内総務のランズダウン侯爵と協力し、貴族院議員を使って自由党の政策や法案に抵抗するようになった。
早くも1906年4月には初等教育から宗教教育を排除することを目的とした「教育法案」を貴族院で葬った。これに反発した首相キャンベル＝バナマンや急進派閣僚の通商大臣ロイド・ジョージは貴族院改革の意を強めた。キャンベル＝バナマンは1907年6月にも庶民院の優越を定める法律を制定すべきとする決議案を議会に提出し、その決議案説明の中でロイド・ジョージは「貴族院は長きにわたり、憲法の番犬だったが、今やバルフォアのプードルである。彼のために吠え、使い走りをし、彼がけしかけたどのような物にも噛みつく」と怒りを露わにした。
だがバルフォアは態度を翻すことはなく、首相がアスキスに変わった後の1908年7月にも醸造業者の独占制限を目的とする「酒類販売免許法案」を貴族院で否決させた。この際に急進派閣僚の通商大臣ウィンストン・チャーチルは「我々は貴族院を震え上がらせるような予算案を提出するであろう。貴族院は階級闘争を開始したのだから」と語ったという。

#### 「人民予算」をめぐって

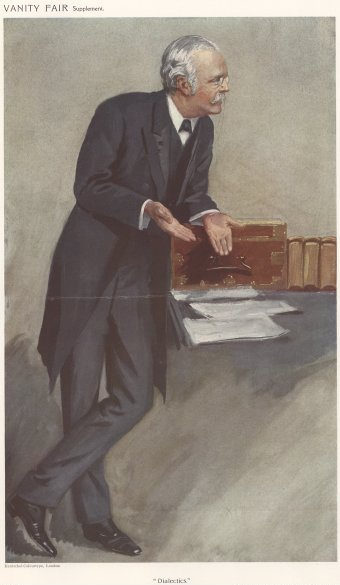
1910年1月27日の『バニティ・フェア』誌のバルフォアの戯画。

大蔵大臣ロイド・ジョージは保守党の支持基盤である地主・土地貴族に打撃を与えるべく、「人民予算」（People's Budget）と呼ばれる予算案の作成を開始した。
この「人民予算」に含まれる土地課税は「土地の国有化を企むもの」として地主・土地貴族が強く反発した。彼らの声を代弁するバルフォアら保守党政治家もこの予算案に強く反対し、「赤旗の予算（The Red Flag Budget）」と批判した。自由党内のホイッグ派（土地貴族が多い）も保守党と声を合わせるようになったため、結局土地課税についてはロイド・ジョージ自身が骨抜き修正している。それにも関わらず、「人民予算」は1909年11月に庶民院の第三読会を通過した後、貴族院から激しい反発にあった。彼らはなおも土地の国有化につながる法案と信じていた。バルフォアも11月28日に「貴族院は法案を否決すべきである」と演説した。
11月30日に貴族院は賛成75、反対350という圧倒的大差で「人民予算」を否決した。貴族院が金銭法案を否決するのは17世紀以来のことだった。これを受けてアスキス首相は庶民院を解散し、総選挙に打って出た。1910年1月の解散総選挙でバルフォアは「貴族院の権限縮小反対」「関税改革」「海軍拡張」の3つを保守党の公約に掲げた。このうち関税改革は「関税改革が失業を減少させる」というスローガンとセットにして行った。これは労働者層の支持を取り戻すのにかなり役立ったと見られている。選挙の結果は自由党275議席、保守党273議席、アイルランド国民党82議席、労働党40議席となった。前回比で自由党は104議席も減らし、保守党はかなり失地回復を果たした。
だがキャスティング・ボートを握ったアイルランド国民党が「人民予算」を支持したため、自由党政権は引き続き「人民予算」の可決成立を目指した。バルフォアの「人民予算」に対する態度が依然として強硬と見たアスキス首相は1910年2月に貴族院の権限を縮小する貴族院改革法案（議会法）を一緒に提出した。これを警戒したバルフォアは1910年4月に「人民予算」を採決なしで貴族院を通過させる妥協姿勢をとった。

#### 貴族院改革をめぐって
議会法案をめぐって自由党政権と保守党が緊迫する中の1910年5月6日のエドワード7世が崩御し、ジョージ5世が即位した。政界に「新王をいきなり政治危機に晒してはならない」という融和ムードが広まり、両党の会合が持たれるに至った。この際にロイド・ジョージはバルフォアに連立内閣を提唱した。バルフォアはこれに前向きだったが、自由党政権はアイルランド国民党との連携のためにアイルランド自治法案を出してくる可能性が高かったので、もし大連立など組んだら保守党は分裂するという意見が党内には多かった。1910年11月までには両党の交渉は決裂に終わった。
この決裂で議会法制定を目指すことにしたアスキス首相は、ジョージ5世から「総選挙を行って勝利した場合には貴族院改革法案に賛成する新貴族議員を大量に任命する」という確約を得て、11月26日にもこの年2度目の庶民院解散に打って出た。こうして行われた12月の総選挙の結果は自由党272議席、保守党272議席、アイルランド国民党84議席、労働党42議席と前回総選挙とほとんど変わらないものだった。得票率で見ると保守党は自由党に優っていた。
しかしアスキス首相は1911年2月21日の新議会で自党と友党アイルランド国民党があわせて過半数を制したので貴族院改革の国民のコンセンサスは得たと力説し、議会法案を再度議会に提出してきた。法案は5月15日に庶民院を通過したが、貴族院は断固反対の姿勢を示した。これを見たアスキス首相は、もし貴族院がこの法案を通過させないなら国王大権によって貴族院改革に賛成する新貴族院議員を大量に任命する方針とそれについて国王の承諾を得ている旨を7月20日にバルフォアら保守党執行部に付きつけた。
これを受けてバルフォアは7月21日にもシャドー・キャビネット（影の内閣）に所属する保守党幹部を召集して対策を話し合った。バルフォアやランズダウン侯爵、カーゾン卿は「貴族の大量任命など行われたら世界中の文明国の笑い物になる」として譲歩するしかないと主張した。バルフォアの考えるところ、自由党系の新貴族が任命されて自由党が恒久的に貴族院多数派になることの方がはるかに危険な「革命」であり、それに比べれば拒否権が失われることぐらいはまだマシだった。だがハルズベリー卿やセルボーン卿、オースティン・チェンバレンらは徹底抗戦すべしと主張して譲らなかった。
保守党貴族院議員たちの間では政府の態度はハッタリの脅迫に過ぎないとして、徹底抗戦派の声の方が大きくなっていった。彼らは「ダイ・ハード（頑強な抵抗者）」と名乗るグループを形成して貴族院権限縮小反対運動を行った。このように公然と党首バルフォアの方針に背く者が増えていく中、バルフォアの党内における求心力の低下は避けられなかった。
アスキス内閣は新貴族院任命の方針を覆す意思を見せず、8月10日には議会法案の貴族院提出を強行し、その法案説明で「議会法を否決する投票は、すなわち多数の新貴族任命への賛成票ということになる」と明言してきた。バルフォアの息のかかった妥協派貴族院議員たちは当初棄権を考えていたが、棄権すると議会法案否決の公算が高いため、ついにこの法案賛成に回る決意を固めた。これにより議会法案は賛成131、反対114の僅差でなんとか貴族院を通過した。37人の保守党貴族院議員と2人の大主教、1人の主教が賛成票を投じていた
これにより貴族院の権限は大幅に縮小され、さらに貴族院議員の新規叙任が制限されることになった。

#### 党首辞任
この結果に党内から不満が噴出し、党の分裂は深刻化した。議会法の貴族院可決があった8月10日夜の保守党社交界カールトン・クラブの席上では賛成票を投じた貴族院議員たちに「恥を知れ」「裏切り者」「ユダ」といった罵倒が浴びせられた。バルフォアの指導力にも疑問が呈されるようになり、F.E.スミスやオースティン・チェンバレンを中心に「B・M・G（バルフォアよ、去れ）」運動が開始された。
こうした党内の亀裂を収拾するため、1911年11月8日にバルフォアは健康上の理由として保守党党首職を辞した。後任の保守党党首は決まっておらず、ウォルター・ロングとオースティン・チェンバレンが後任の座をめぐって争ったが、結局この2人は党の分裂を恐れて共に辞退し、関税改革派・親アルスター派の論客として名を馳せていたアンドルー・ボナー・ローが後任の党首に収まった。
バルフォアの党首辞任を聞いたアスキス首相は「世界で最も偉大な審議機関の最も卓越した一員だった」という賛辞をバルフォアに送った。

### 党首退任後

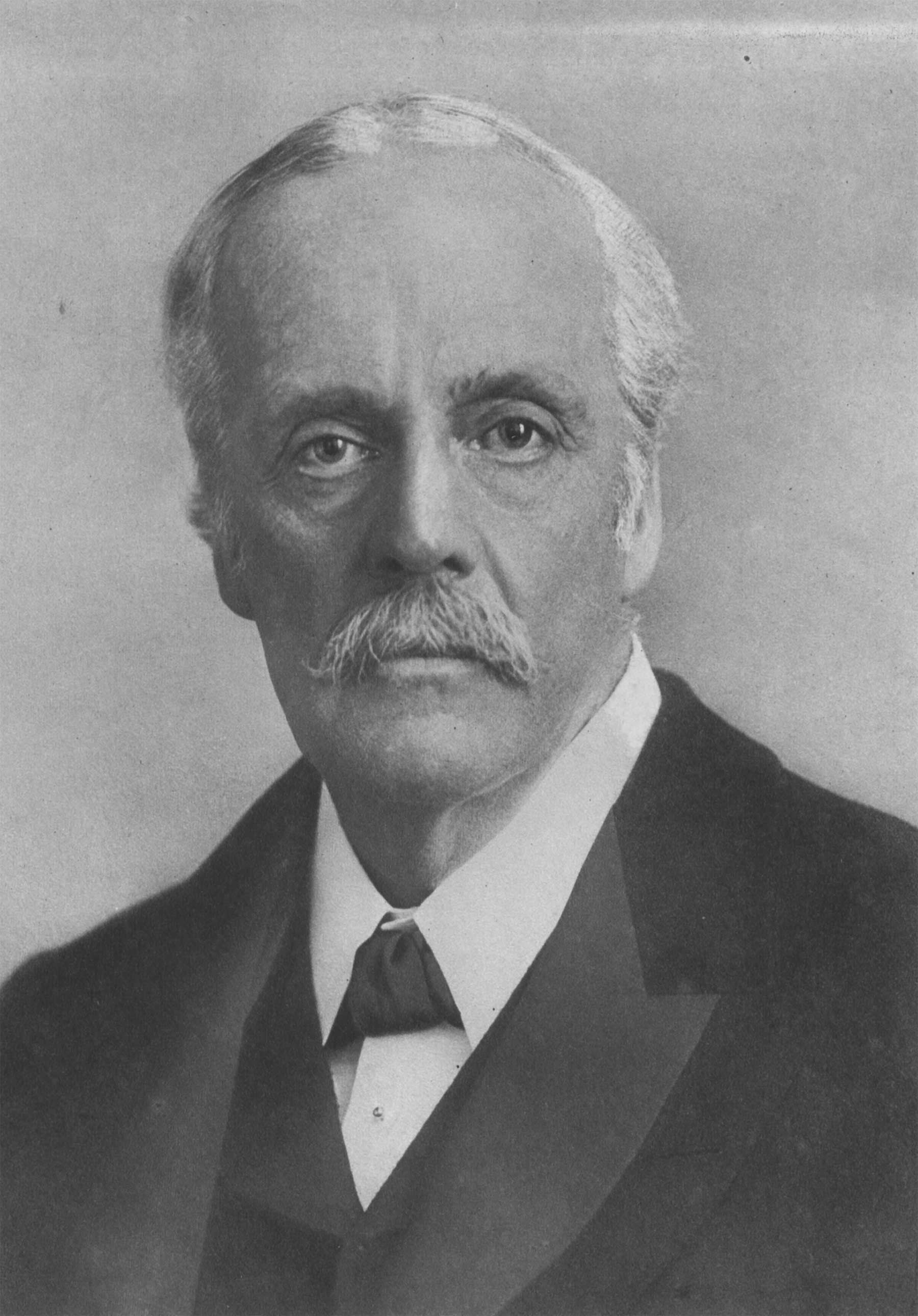
年老いたバルフォアの写真

党首退任後もバルフォアは党の重鎮であり続けた。これについてブレイク男爵は著書の中で「バルフォアの信頼度は確固たるものであり、これに匹敵する者はなかった。ボナー・ローには新政権に必要な保守党からの支持を保証することはできなかったが、バルフォアにはそれができた」と語っている。国王ジョージ5世からも絶大な信頼を寄せられて元老としてしばしば諮問を受けた。

#### アスキス内閣海軍大臣
第一次世界大戦中の1915年5月にハーバート・ヘンリー・アスキス首相が保守党・自由党の大連立による挙国一致内閣の第2次アスキス内閣を組閣すると、ガリポリの戦い（ダーダネルス作戦）で失態を犯したウィンストン・チャーチルの後任として海軍大臣として入閣した。
挙国一致内閣で最初に問題となったのはチャーチル前海軍大臣（現ランカスター公領担当大臣）が発動したダーダネルス作戦を中止すべきか否かだった。植民地大臣として入閣したボナー・ローやインド担当大臣として入閣したオースティン・チェンバレンらは撤退を主張したが、バルフォアやチャーチル、陸軍大臣キッチナー伯爵元帥、国璽尚書カーゾン・オヴ・ケドルストン侯、無任所大臣ランズダウン侯爵らは「トルコ相手に撤退などしたら他の東洋民族の独立運動にも影響を与える」として反対した。しかし9月にはブルガリア王国がドイツ側で参戦したことでセルビアを重点的に支える必要性が出てきた。そのためダーダネルス撤退論は強まり、11月にはボナー・ローが職を賭してダーダネルス撤退を求めるようになった。こうした中の11月23日、バルフォア、キッチナー伯、ボナー・ロー、ロイド・ジョージ、外務大臣エドワード・グレイで構成される軍事委員会は撤退を決議した。チャーチルとカーゾン・オブ・ケドルストン侯はなおも撤退に反対していたが、退けられた。
1916年5月にはユトランド海戦があった。制海権を失うことはなかったものの、王立海軍の損害はドイツ海軍より大きく、世界最強の海軍国の自負心を傷を付けられ、国民の士気低下を招いた。
1916年12月に入ると「少数の軍事委員会」の創設とその議長の座をめぐって首相アスキスと陸相ロイド・ジョージの関係が破局し、12月5日にはロイド・ジョージが辞職した。自由党内ではアスキスを支持する者が多かったが、保守党内では強力な政権ができるならロイド・ジョージに任せた方が良いという意見が多かった。アスキスはバルフォアが支持してくれることを期待して彼に意見を聞こうとしたが、バルフォアも他の保守党閣僚とほぼ同意見だった。ロイド・ジョージはバルフォアを指導力不足と嫌っており、組閣できたならバルフォアを海軍大臣から解任しようと考えていたが、それでもバルフォアのロイド・ジョージ支持の意思は変わらなかった。彼はアスキスへの手紙の中で「ロイド・ジョージが議長となって軍事委員会をやるという話だが、一つやらせてみてはどうだろうか。ついては自分が海相であるのが邪魔と聞く。だから自分は辞めようと思う」と書いている。
これで保守党の全閣僚がロイド・ジョージを支持して辞職を表明したことになり、アスキスは同日中に総辞職した。一方でアスキスは「誰か中立的な立場の者が首相になるのでない限り、私は協力しない」と宣言したため、ジョージ5世は後任の首相の選定に苦慮した。このままでは次の内閣が作れないと憂慮したボナー・ローとロイド・ジョージは翌6日朝にも元老バルフォアのもとを訪れて意見を聞いたが、この際にバルフォアは「全ては御前会議で決してはどうか」と提案した。それに賛成したボナー・ローがジョージ5世に「後任の首相を決めるため各党代表による御前会議を開催していただきたい」と上奏した結果、同日午後3時から御前会議が開催されることになった。御前会議に先立ってジョージ5世はバルフォアを個別に引見したが、後任の首相を決められそうになければバルフォアに首相になってほしいと要請し、バルフォアもこれを了承した。
予定通り午後3時からバルフォアを進行役とする御前会議が開催された。自由党のアスキスとロイド・ジョージ、保守党のボナー・ロー、労働党のヘンダーソンが参加した。この会議の詳細は出席者ごとに証言が異なるが、国王がアスキスにボナー・ローの内閣かロイド・ジョージの内閣に入閣することを希望したが、アスキスは自由党内で同意を得る自信がなかったので即答を避けたという流れのようである。いずれにしても御前会議後、アスキスは自由党幹部会議で自分が次期内閣に入閣すべきかどうかを諮ったうえで入閣しないことを表明し、ボナー・ローも組閣を断念してロイド・ジョージ支持を表明したので、12月6日午後7時にロイド・ジョージが組閣の大命を受けることになった。

#### ロイド・ジョージ内閣外務大臣・枢密院議長

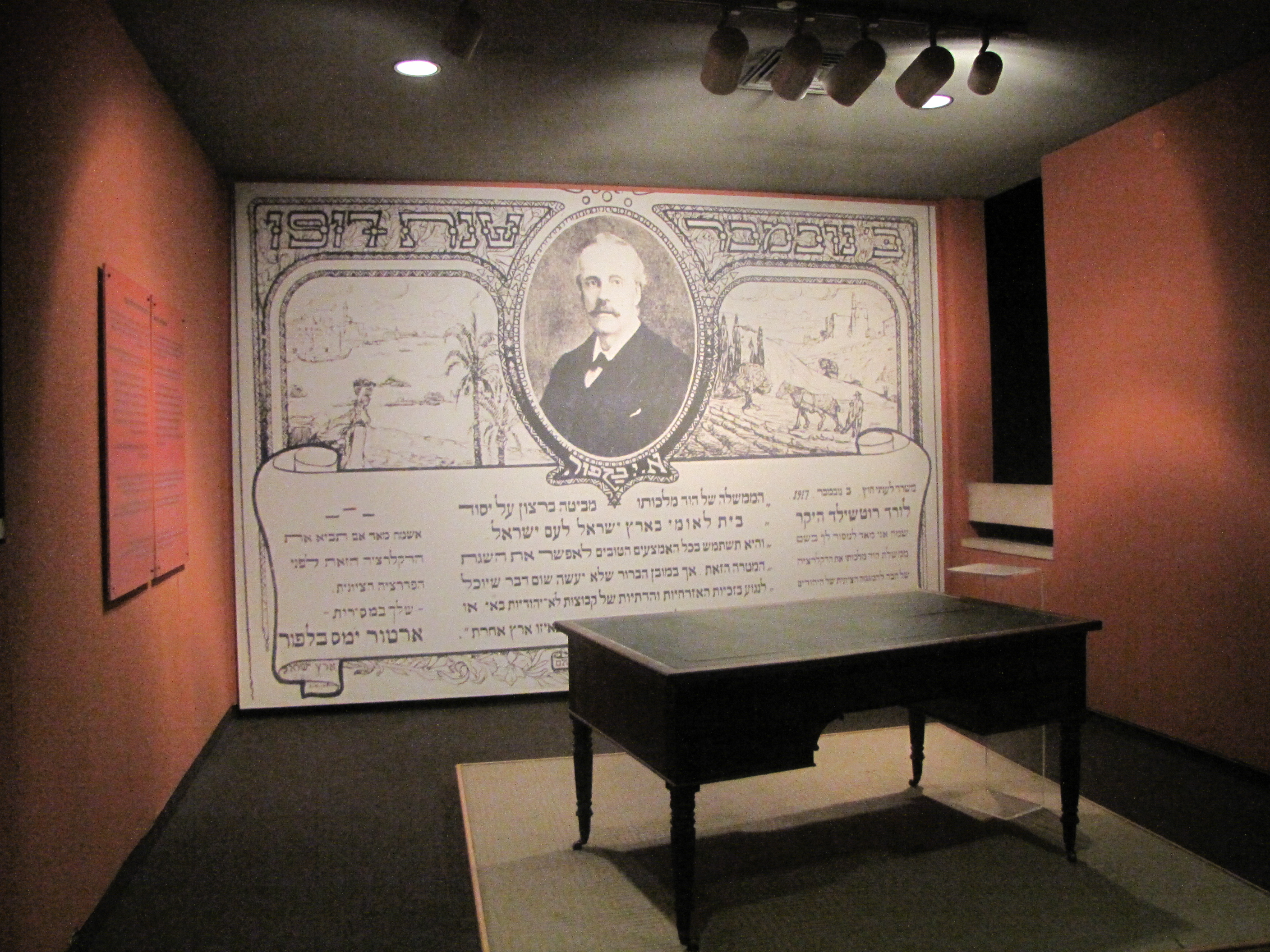
イスラエル・テルアビブのユダヤ人博物館に展示されているバルフォアがバルフォア宣言を書いた机。

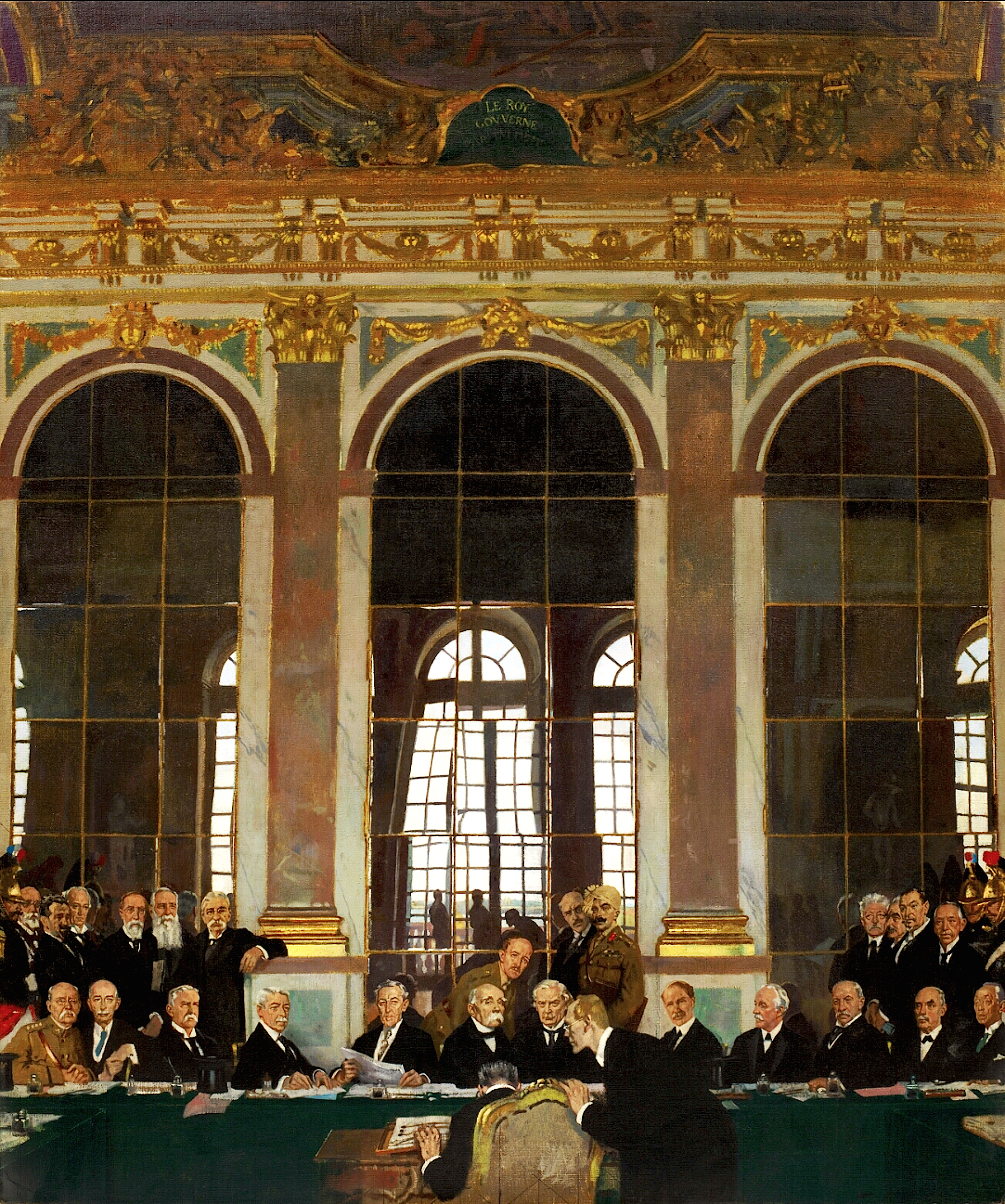
1919年6月28日、ヴェルサイユ宮殿で行われたヴェルサイユ条約調印式。座っている前列の右から4人目がバルフォア（ウィリアム・オーペン画、帝国戦争博物館所蔵）

自由党閣僚の多くはアスキスを支持してロイド・ジョージ内閣への参加を拒否した。外務大臣グレイもこの際に辞職している。またロイド・ジョージはボナー・ロー以外の保守党幹部からも支持を得られているとは言い難い状態だった。ボナー・ローの党首としての権威は弱く、彼の支持を得ただけでは保守党を掌握することはできなかったのである。そこでロイド・ジョージはバルフォアを入閣させる必要を感じた。
彼は12月6日夜にもボナー・ローを連れてバルフォアのもとを訪れ、ボナー・ローの口から外相としての入閣を要請し、バルフォアの了承を得た。このバルフォアの入閣により保守党議員の大半がロイド・ジョージ支持に転じ、ようやく組閣の目途が立った。
バルフォアが外相になった頃（1916年末）は、ちょうどイギリス軍が敵国オスマン帝国の領土パレスチナに進軍する作戦を立てていた時期であり、この作戦は1917年1月から実施された。また1917年3月にはロシア革命により反ユダヤ主義的なツァーリ体制が崩壊し、ロシア国内の反ユダヤ諸法が廃止された。こうした中でハイム・ヴァイツマンや第2代ロスチャイルド男爵らのシオニズム運動は盛り上がりを見せ、バルフォア外相のもとにもパレスチナにユダヤ人国家樹立を認めてほしいという嘆願が多く寄せられるようになった。バルフォアはもともと「ユダヤ人国家」を餌にユダヤ人をウガンダに移民させて大英帝国によるウガンダ植民地化の尖兵にしようというジョゼフ・チェンバレンの英領ウガンダ計画を支持していた。そのため1906年にはウガンダ移民計画を拒否したヴァイツマンを叱責したことがあったが、ヴァイツマンから熱心な説得を受けて、シオニズムを支持するようになった。1917年時のイギリスの国益上の観点からはパレスチナにイギリス庇護下のユダヤ人郷土ないし国家を作ることでパレスチナを「アジアのベルギー」にし、大英帝国の生命線であるスエズ運河を守る拠点とする考えがあった。ロスチャイルド卿がバルフォアに提出した草案の返答として、バルフォアは1917年11月2日付けで「パレスチナに現存する非ユダヤ人共同体の市民的権利と宗教的権利、あるいは他の国でユダヤ人が享受している権利と政治的地位に不利益を被らせない範囲で、陛下の政府はパレスチナにユダヤ人のための郷土を建設することに最善の努力をする」としたバルフォア宣言を発した。この宣言はイスラエル建国の基礎となった文書としてよく知られている。他、バルフォアは国際連盟委員会の設立にも一役買った。
1919年のパリ講和会議にも出席し、10人会議のメンバーの一人となった。この会議の結果ヴェルサイユ条約が調印されるとバルフォアは外務大臣を辞任したが、その後の平時内閣においても枢密院議長として閣僚に留まった。
1921年から1922年のワシントン会議にはイギリス代表として出席している。この会議でバルフォアは日英同盟を「拡大」させて、日英米仏の4カ国による四カ国条約を締結した。これは日英同盟の実質的弱体化であった。バルフォアは「20年も維持し、その間2回の大戦に耐えた日英同盟を破棄することは、たとえそれが不要の物になったとしても忍び難いものがある。だがこれを存続すればアメリカから誤解を受け、これを破棄すれば日本から誤解を受ける。この進退困難を切り抜けるには、太平洋に関係のある大国全てを含んだ協定に代えるしかなかった」という心境を告白している。
1922年5月5日には連合王国貴族爵位のバルフォア伯爵（Earl of Balfour）とトラップレイン子爵（Viscount Traprain）に叙され貴族院議員に列した。

しかしこの頃、ロイド・ジョージは爵位問題や外交問題をめぐって保守党議員から批判を受けるようになっており、1922年10月19日のカールトン・クラブにおける保守党議員の投票で自由党ロイド・ジョージ派との大連立を解消するという決議がなされた。これを受けて大連立維持派の保守党党首オースティン・チェンバレンは党首職を辞任し、病気療養で党首職を離れていたボナー・ローが党首に復帰した。この際にバルフォアはオースティンとともに大連立維持を主張し、「この決議はボナー・ロー個人に勝利を与えるためだけのものだ」と批判した。そのため、総辞職したロイド・ジョージ内閣の後を受けて成立したボナー・ロー内閣には入閣を拒否した。

#### 晩年

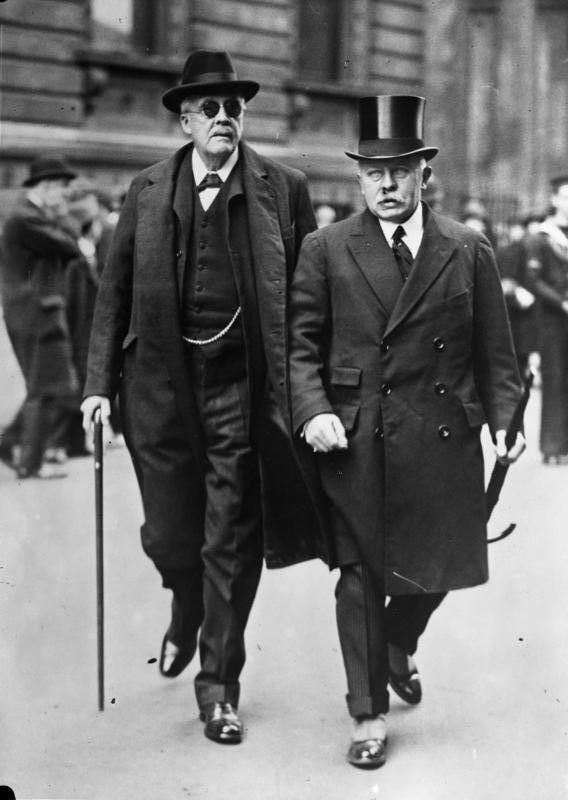
1930年3月のバルフォア伯（左）

閣僚辞任後もバルフォアの党内における影響力は衰えず、国王ジョージ5世からも元老として重用され続けたが、バルフォアもすでに70半ばであったので、普段はノーフォーク州シェリンガムで静養するようになった。
1923年5月にボナー・ローが病で退任した。国王ジョージ5世は閣僚経験豊富な貴族院院内総務初代カーゾン侯に組閣の大命を与えることも考えたが、まず元老バルフォアに諮問することにした。召集されたバルフォアは主治医が止めるのを振り切ってロンドンへ行き、5月21日に国王秘書官スタンフォーダム男爵を通じて「すでに内閣の主要ポストに貴族院議員が就任する機会は減少しており、国民が貴族院首相を望まない現状では、陛下は庶民院院内総務たるスタンリー・ボールドウィンに組閣の大命を下されるべき」との見解を国王に伝えた。ジョージ5世はこれを受け入れて5月22日にボールドウィンに組閣の大命を与えた。
ところが首相となったボールドウィンは首相に成り損ねた貴族院院内総務カーゾン侯の処遇ばかりに気に使い、バルフォアへの配慮をほとんどしなかった。これに怒ったバルフォアは1923年11月の総選挙で保守党が絶対多数を失った際にボールドウィンの党首としての責任を厳しく追及した。この選挙で保守党、自由党、労働党の3党並立状態になり、政界は混迷した。ジョージ5世は再びバルフォアに諮問したが、バルフォアは「アスキスを首相とする自由党と保守党の連立か、労働党の単独政権の二つに一つしか可能性がありません」と上奏した。
しかしロイド・ジョージ失脚に関わったボールドウィンは自由党から嫌われており、保守党と自由党の連立の試みは成功しなかった。ボールドウィン政権は1924年1月にも議会で敗北して総辞職を余儀なくされ、代わってラムゼイ・マクドナルドの労働党政権が誕生した。史上初の労働党政権であったが、少数与党で政権基盤が不安定だったので、1924年10月にも総選挙に打って出た。この選挙では保守党が大勝したため、労働党政権は1年足らずで崩壊し、第二次ボールドウィン内閣が発足した。この内閣時の1925年にバルフォアは前年に死去したカーゾン・オヴ・ケドルストン侯の後任として再び枢密院議長となった。
1926年10月から11月にかけて帝国会議に議長のボールドウィン首相の補佐役として出席。ここで「（自治領は）大英帝国の中における独立したコミュニティであって、平等な地位を有し、内外政いかなる面においても一国が他国に従属する関係にない」と規定するバルフォア報告書を発表した。これは1931年のウェストミンスター憲章によって確認されるイギリス連邦体制の原型となる物だった。自治領（特にカナダ、南アフリカ連邦、アイルランド自由国）の独立機運をなだめつつ、「王冠への忠誠」のもとに自治領諸国を結び付け、英国の「大国」の地位を保障する大英帝国を維持しようという意図があった。

#### 死去
バルフォアは1929年に政界引退したが、その翌年の1930年3月19日にサリー州ウォーキングにある弟の住居で死去した。故郷のウィッティングハムに葬られた。生涯独身であったため、爵位は弟ジェラルドに継承された。

## 人物・評価

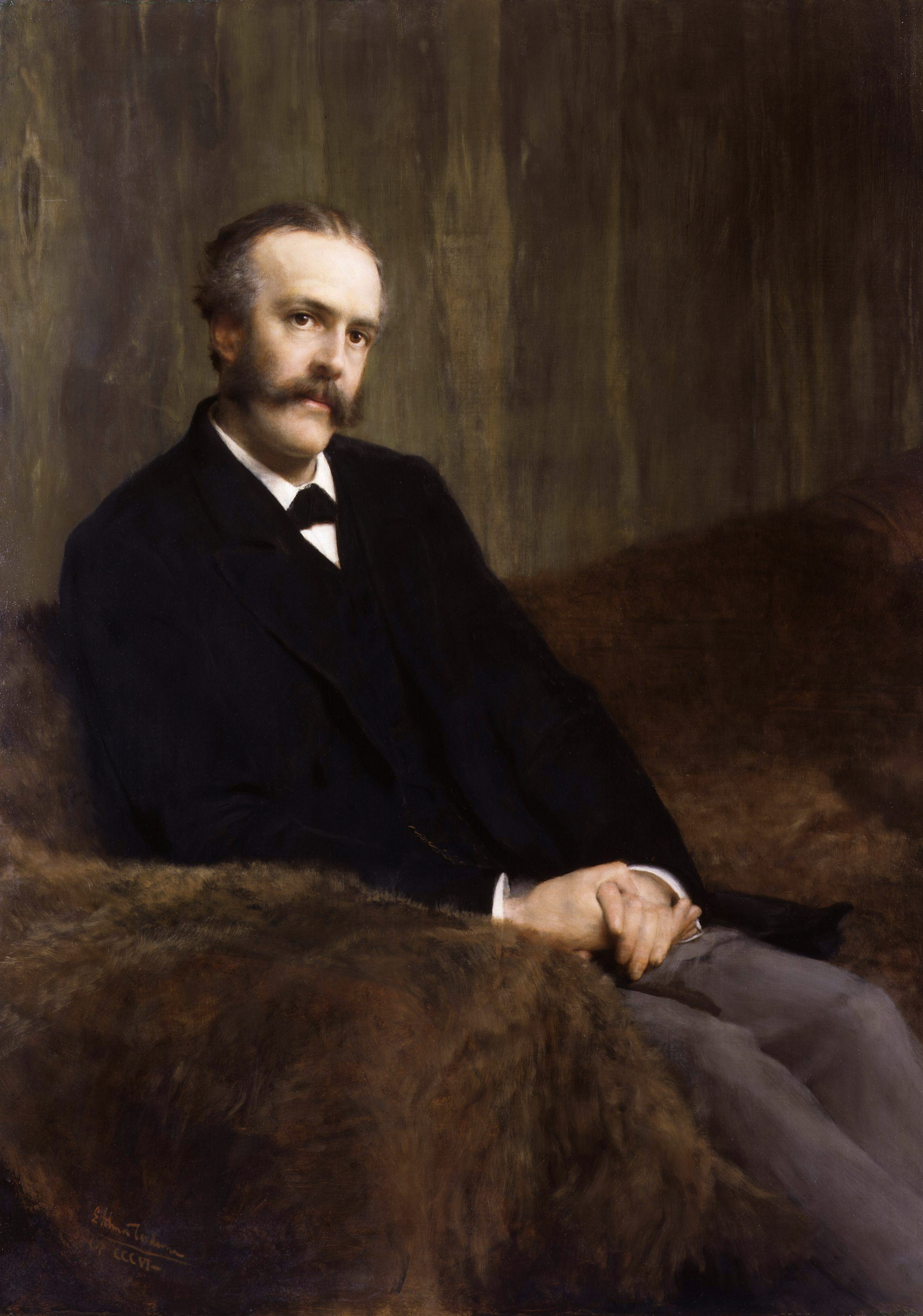
バルフォアの肖像画（ローレンス・アルマ＝タデマ画、ナショナル・ポートレート・ギャラリー所蔵）

身長6フィート（1.82cm）以上の長身であり、髪の色は褐色、眼の色はブルーだった。
大変なインテリで読書家だった。哲学書と神学書を中心に、探偵小説や科学書、フランスの小説もよく読んだ。しかし新聞は読もうとしなかったという。
紳士的な礼儀正しい人だったという。ウィンストン・チャーチルはバルフォアについて「洗練された趣味、バランスの取れた判断力、透徹した洞察力、あくまで冷静で決して我を忘れることがない。行儀正しく、どこへ出ても安らかで他人に丁重である。」、「しかし公事となると冷酷なまでにやることができる。公的の反対で私的の関係を破壊することはないが、私的の故をもって公的な問題を曲げることはない。意見が合わぬ時は冷静丁重に決別する」と語っている。
容姿端麗で家柄や財産も申し分ないから、当然女性にもてたし、結婚のチャンスも数多くあったが、ついに結婚しなかった。バルフォアは学生時代にグラッドストンの姪にあたる女性と婚約していたが、その女性は若くして死去しており、これを引きずって結婚を避けているのではと噂されていた。保守党の政治家ながら1900年代以降に盛り上がってきた婦人参政権獲得運動には割と好意的な立場をとっていた。これに対してバルフォアの後任の保守党党首アンドルー・ボナー・ローは慎重派だった。
自由党のウィリアム・グラッドストンによればバルフォアは叔父ソールズベリー侯爵と気質がよく似ており、違いは「大胆さの面で甥が若干勝る。知能と辛辣さは叔父が若干勝る」ことだという。バルフォア自身は若いころ、叔父と自分の違いについて「叔父はトーリーだが、私は自由主義者だ」と語っていた。確かにバルフォアは若いころ「第四党」のメンバーとして保守党内で自由主義的な活動をしていたが、それにもかかわらず叔父との関係が壊れなかったことは2人の政治思想は根本的な部分では一致していた証とバーバラ・タックマンは主張する。

### 超然性・冷静さ
しばしば超然とした性格を指摘される。チャーチルによれば、チャーチルが若手保守党議員だった頃、アイルランド議員が殴りかからんばかりの勢いでバルフォア首相に迫ってきたことがあり、チャーチルら若手議員はいつでも取り押さえられるよう身構えたが、バルフォアは全く動じず、まるで顕微鏡で虫けらでも見るかのような表情でそのアイルランド議員を見ていたという。チャーチルはバルフォアの動じない勇気を称えつつ、彼が動じないのは冷たい性質のせいだと分析している。
バルフォアが常に冷静な理由について、アスキス夫人マーゴットは「問題を真剣には気にかけていないか、事がどっちへ進もうが、それに人類の幸福がかかっているとは信じていないかのどちらかであろう」と主張している。保守党のジョージ・ウィンダムも「あまりに学問的な政治観を持ちすぎるための冷淡さが原因だ。彼はかつて氷河時代があったこと、いつか再び氷河時代が来ることを知っているのだ」と語っている。
労働党のラムゼイ・マクドナルドはバルフォアの葬儀で「バルフォアは人生を遠くから見る人だった」と故人を振り返った。チャーチルはこのマクドナルドの弔辞を含蓄ある観察と評価している。チャーチルによれば「マクドナルドは一生を悪戦苦闘したので、寧日などまったくなく、人生をいつも近距離から見るしかなかった。それを思えば彼のこの弔辞は無意識の羨望と同時に自分への誇りが込められていたのだろう」という。
バルフォアが首相に在任していた時代の国王エドワード7世は彼に好意を持たなかったが、前女王ヴィクトリアからは高く評価されていた。女王は「彼は問題のあらゆる側面を見ることができ、他の人々に対する感情において素晴らしく寛大である」と述べている。エドワード7世の次代の国王ジョージ5世も皇太子時代からバルフォアを相談役としたため、彼に全幅の信頼を置いていた。

### シオニズムとユダヤ人観

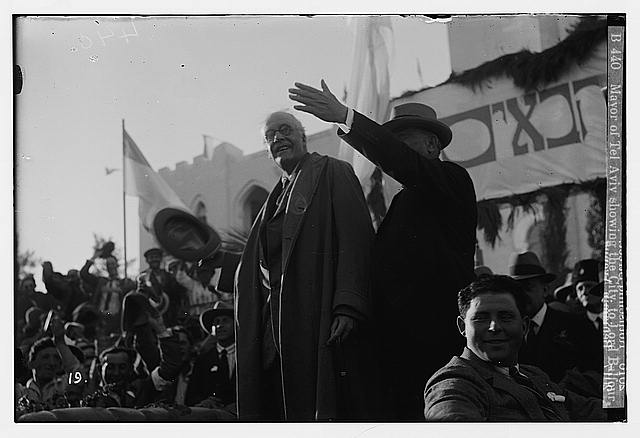
1925年4月、イギリス委任統治領パレスチナのテルアビブを訪問したバルフォア卿。テルアビブ市長メイヤー ディゼンゴフから市内の案内を受ける。

バルフォアはイギリス政府のシオニズム支援を約束したバルフォア宣言で知られる。どんなことにも常に距離を置いて冷めた目で見るバルフォアが例外的に熱心に取り組んだのがシオニズムだった。バルフォア自身も死の直前に「私の生涯の全仕事で最も価値があったのは、ユダヤ人の為にした仕事だったように思う」と語っている。
バルフォアがシオニズムを支持するようになったのはシオニズム運動指導者のハイム・ヴァイツマンに感銘を受けたからだった。ヴァイツマンは魅力ある人物であり、バルフォアのみならず、チャーチルやロイド・ジョージなど他の英国主要政治家も次々とシオニズム支持者にした人物だった。バルフォアはもともと「ユダヤ人国家」を餌にユダヤ人をウガンダに移民させて大英帝国によるウガンダ植民地化の尖兵にしようというジョゼフ・チェンバレンの英領ウガンダ計画を支持していたため、1906年にはウガンダ移民計画を拒否したヴァイツマンを叱責したことがあったが、ヴァイツマンから熱心な説得を受けて、シオニズムを支持するようになった。バルフォアは「彼と会ってユダヤ人の愛国心は独特なものだと知った。彼らの国への愛はウガンダがどうのこうのなどという物ではなかった」と述べている。
バルフォアのユダヤ人観は一定しない。「改宗しないユダヤ人は宗教と伝統を守る人々である。したがって国際政治における保守勢力である」「ユダヤ人は5世紀のギリシャ人以来、人類で最も才能に恵まれた民族だと思う」と評価する一方で「ボルシェヴィキの黒幕はユダヤ人であり、文明世界を転覆しようとしている」という考えを紹介したこともあった。同じく「反セム主義は俗悪だ」と語る一方で自身はユダヤ人と休日を共にすることを嫌がっていた。

### スポーツマン・ゴルフ好き

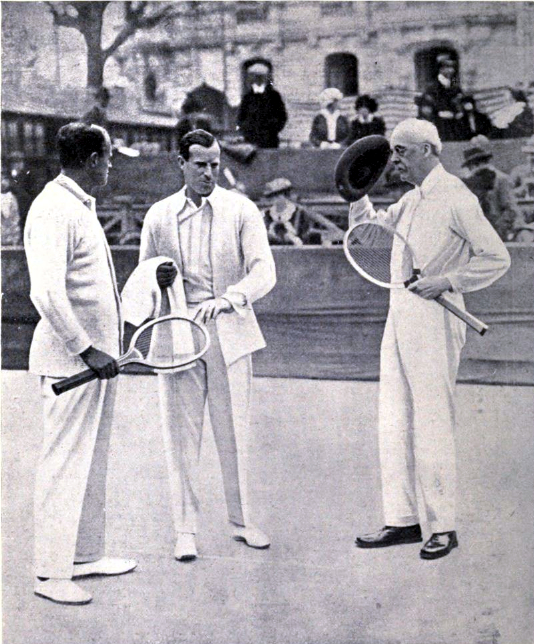
1914年、テニス選手アンソニー・ワイルディングとテニスをするバルフォア（右）

スポーツマンでもあり、テニス、サイクリング、ゴルフなどに熱中していた。
とりわけゴルフの腕前は高く、1894年にはロイヤル・アンド・エンシェント・ゴルフ・クラブ・オブ・セント・アンドリュースのキャプテンとなった。ハンディは5の腕前であったという。首相たる彼があまりにゴルフに熱中するので社交界もつられてゴルフに熱中するようになり、「スコットランド式クロッケー」などとバカにされていたゴルフの名声が高まっていったという。
バルフォアはゴルフについて次のように語っている。「筋肉と頭脳がかくも融合されたゲームは他にない。私にとって重要なものは食事、睡眠、ゴルフである」、「紳士はゴルフをする。例えはじめた時には貴方が紳士でないとしても、この厳しいゲームをやっていれば必ずや紳士となるであろう」、「ゴルフは三回楽しめるスポーツである。すなわちコースへ行く前、プレイ中、プレイ後である。その内容は期待、絶望、後悔と変化するが」。

## 哲学者としてのバルフォア
バルフォアは1879年に初めての著書『哲学的懐疑の擁護（Defence of Philosophic Doubt）』を出版した。この著作のタイトルのためにバルフォアは不可知論の擁護者であるという評判が広まったが、実際にはこの著作は物質的実在への疑念を主張することで宗教を擁護したものだった。バルフォアの哲学への主たる関心は信仰の基盤を現代社会の中に発見することにあり、そのため自然主義に反発し、人は科学に対してそうであるように宗教に対しても疑念を持ってはならないと考えた。この立場は1895年の主著『信仰の基礎』でも踏襲されている。この著作はアマチュアのレベルを超えて学術レベルに達していると高く評価されている。
こうした哲学や宗教への深い関心から『旧約聖書』のヘブライズムに惹かれ、「キリスト教は計り知れないほど数多くの物をユダヤ教に負っているのに、恥ずかしいことにほとんどお返しができていない」と考えていた。それがシオニズムへの共感とバルフォア宣言の背景になったといわれる。バルフォアを説得したヴァイツマンも「イギリス人は聖書を良く知っており、ユダヤ人と精神的に繋がりがあるように思える」と語っている。
バルフォアの哲学に関する著作には以下のような物がある。
- 哲学的懐疑の擁護（Defence of Philosophic Doubt） (1879年)
- 評論と演説（Essays and Addresses） (1893年)
- 信仰の基盤（The Foundations of Belief） (1895年)
- 美しさと批判の探究心（Questionings on Criticism and Beauty） (1909年)
- 内政の側面（Aspects of Home Rule） (1913年)
- 有神論とヒューマニズム（Theism and Humanism） (1915年)
- 思索的及び政治的評論（Essays Speculative and Political） (1921年)
- 有神論と思想（Theism and Thought） (1923年)

## 栄典

### 爵位
1922年5月5日に以下の爵位を新規に叙された
- 初代バルフォア伯爵 (1st Earl of Balfour)
（勅許状による連合王国貴族爵位。弟ジェラルド（英語版）、甥フランシス（英語版）、甥オズワルドへの特別継承規定あり）
- カウンティ・オヴ・ハディントンにおけるホィッティンガム（英語版）の初代トラップレイン子爵 (1st Viscount Traprain, of Whittingehame in the County of Haddington)
（勅許状による連合王国貴族爵位。弟ジェラルド、甥フランシス、甥オズワルドへの特別継承規定あり）

### 勲章
- 1916年6月3日、メリット勲章[203]
- 1922年3月3日、ガーター勲章[204]

### 名誉職その他
- 1885年6月24日、イギリス枢密顧問官[205]
- 1887年3月9日、アイルランド枢密顧問官（英語版）[201]
- 1888年1月12日、王立協会フェロー[206]

## シャーロック・ホームズとバルフォア

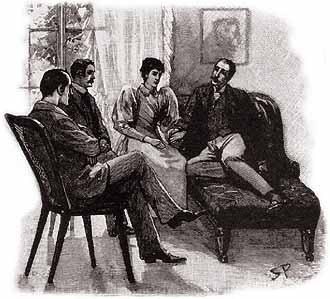
推理小説『海軍条約文書事件』中で描かれた挿絵。最右がパーシー・フェルプス。
作：シドニー・パジェット

小説家アーサー・コナン・ドイルが生み出した名探偵シャーロック・ホームズが活躍した時代は、主にソールズベリー侯爵内閣期だが、続くバルフォア内閣期の1903年にも多くの事件を手がけたという設定になっている（同時にこの年にホームズは引退する）。
『マザリンの宝石』（『シャーロック・ホームズの事件簿』収録）の依頼人は英国首相であるが、これは1903年の事件と言われており、それが正しければ依頼人の首相というのはバルフォアということになる。作中でビリー少年は首相のことを「付き合いやすそうな人」と評している。
同じく『海軍条約文書事件』（『シャーロック・ホームズの思い出』収録）に登場する外務大臣ホールドハースト卿はソールズベリー侯の変名と言われており（ホームズ小説はワトスンの著作という形式をとっているため、ワトスンが当人に配慮して変名にしていると考える余地がある）、そうだとすれば、その甥という設定で登場する依頼人パーシー・フェルプスはバルフォアの変名である可能性が高い。作中でフェルプスの住居はウォーキングに設定されていたが、ここはバルフォアの弟の住居がある場所であり、バルフォアの最期の地でもある。